# MBC 베스트셀러극장
《MBC 베스트셀러극장》은 MBC에서 1983년 11월 6일에 시작하여 1989년 7월 9일 종방될 때까지 5년 8개월 동안 시청자들의 사랑을 받았던 단막극 시리즈 작품이다.

## 기획 의도
유명한 소설 작품의 줄거리를 드라마 형태로 각색 · 제작하여 방영했던 프로그램으로, KBS 드라마 본부에서 기획 · 제작되었던 《KBS TV 문학관》(1기(1980년 12월부터 1987년 10월까지 방영))하고 양대산맥 격이었다.
1988년 3월에는 200회를 맞이하여 문학 평론가, 방송 작가, 영화감독, 기자 등 500 여명의 추천으로 ‘베스트10’을 선정하기도 했다.
이때 선정된 작품은 〈겨울행〉, 〈풍화〉, 〈처세술개론〉, 〈가족수첩〉, 〈아들〉, 〈매혹〉, 〈꿈꾸는 동화〉, 〈또 한번 그 봄날〉, 〈원미동 시인〉, 〈보석 고르기〉가 있다.
그러나 소재 고갈 및 시청률 하락 등의 암초에 걸려 1989년 7월 9일 258회 방송을 끝으로 5년 8개월 만에 폐지되었다.
이후 MBC 단막극은 한동안 중단되었다가 1991년 7월 7일에 《MBC 베스트극장》의 신설을 통하여 부활되었다.

## 타이틀 변천사
| 방송 채널            | 방송 기간                          |
| -------------------- | ---------------------------------- |
| MBC 베스트셀러극장   | 1983년 11월 6일 ~ 1989년 7월 9일   |
| MBC 베스트극장       | 1991년 7월 7일 ~ 2007년 3월 10일   |
| MBC 일요 드라마 극장 | 2010년 9월 22일 ~ 2010년 10월 17일 |
| MBC 드라마 페스티벌  | 2013년 10월 2일 ~ 2014년 12월 7일  |

## 방송 시간
| 방송 기간                          | 방송 시간 (매주 일요일) |
| ---------------------------------- | ----------------------- |
| 1983년 11월 6일 ~ 1984년 4월 8일   | 밤 10:00                |
| 1984년 4월 15일 ~ 1984년 10월 21일 | 밤 9:50                 |
| 1984년 10월 28일 ~ 1985년 4월 14일 | 밤 9:20                 |
| 1985년 4월 21일 ~ 1987년 5월 10일  | 밤 9:30                 |
| 1987년 5월 17일 ~ 1987년 10월 11일 | 밤 10:35                |
| 1987년 10월 18일 ~ 1988년 9월 4일  | 밤 9:30                 |
| 1988년 9월 11일 ~ 1988년 9월 18일  | 밤 10:00                |
| 1988년 10월 9일 ~ 1989년 4월 16일  | 밤 9:30                 |
| 1989년 4월 23일 ~ 1989년 7월 9일   | 밤 10:00                |

## 작품 리스트
|  | - 아래의 텔레비전 드라마 중 2002년 11월 이후에 시청 가능 연령을 표시하는 드라마 등급 제도를 의무적으로 시행하고 있습니다. - 2017년 3월 1일부터 TV 프로그램 등급 표시 외에 주제, 폭력성, 선정성, 언어, 모방 위험 등 분류 사유 표시를 의무적으로 시행하고 있습니다. |

### 1983년
| 회차 | 방송일    | 작품명          | 원작   | 극본   | 연출   | 출연자 |
| ---- | --------- | --------------- | ------ | ------ | ------ | --- |
| 1회  | 11월 6일  | 백색인간        | 김성종 | 이홍구 | 정문수 | 이정길, 정애리, 전운, 김무생, 신국, 송기윤, 박상조, 백인철, 김영옥, 김애경, 임문수, 유판웅, 박종관, 홍민우, 남영진, 문회원, 심양홍, 강성욱, 송일권, 윤석오, 김웅철 |
| 2회  | 11월 13일 | 춤추는 맨발     | 김병총 | 김병총 | 정지영 | 유인촌, 김영애, 이혜영, 나종미, 임문수, 임채무, 이묵원, 신충식, 남영진, 강석란, 신명철, 최선균, 최민경, 송정훈                                                     |
| 3회  | 11월 20일 | 잃어버린 출발   | 홍성원 | 김광수 | 정지영 | 현석, 김영란, 김해숙, 김희라, 박지훈, 백인철, 홍순창, 김석옥, 서갑숙, 박민희, 김형진, 강용규, 이은지                                                               |
| 4회  | 11월 27일 | 갈 수 없는 나라 | 조해일 | 김남   | 김종학 | 이덕화, 이미지, 한인수, 나영진, 박은수, 송기윤, 전인택, 김홍석, 김기일, 임문수, 남영진, 박경현, 박종관, 송경철, 김현직, 박경순, 박용근, 조정순                     |
| 5회  | 12월 4일  | 억새의 밀어     | 이효정 | 배명숙 | 김한영 | 한인수, 최민희, 최불암, 정승현, 강석란, 강미, 이창환, 신명철, 이은철, 강수영, 김지원                                                                               |
| 6회  | 12월 11일 | 모계사          | 이린   | 류청오 | 김종학 | 김윤경, 최명길, 김동현, 김용건, 정욱, 강계식, 한은진, 김혜정, 남영진, 김순경, 김정, 김명희, 이숙, 김소현, 이민영                                                   |
| 7회  | 12월 18일 | 내 마음의 풍차  | 최인호 | 최인호 | 김한영 | 정한헌, 황신혜, 고영준, 김혜자, 김길호, 김소원, 임문수, 윤석오, 이숙, 이순규                                                                                       |

### 1984년
| 회차 | 방송일    | 작품명                     | 원작                   | 극본           | 연출   | 출연자 |
| ---- | --------- | -------------------------- | ---------------------- | -------------- | ------ | --- |
| 8회  | 1월 8일   | 완장                       | 윤흥길                 | 박성조         | 정지영 | 이대근, 김영란, 김영옥, 홍순창, 김진태, 김주영, 권미혜, 김기범, 박종관, 박상조, 김성찬, 최재호, 오중근, 윤석오, 문회원, 강미, 이숙, 최상훈, 맹상훈, 강상구, 최한호, 문창근, 최민경, 신복숙, 홍나옥, 안명숙, 조정순, 박헌성, 유성식                                                             |
| 9회  | 1월 15일  | 일곱개의 장미송이          | 김성종                 | 김남           | 김종학 | 박은수, 지윤성, 홍성민, 김용건, 국정환, 박상조, 남영진, 김한섭, 송경철, 김영인, 최두열, 홍중기, 문회원, 윤석오, 박영지, 서권순, 박경순, 김순경, 최지원, 최현미, 정성모, 차재홍, 최한호, 최항석, 문창근                                                                                         |
| 10회 | 1월 22일  | 칼                         | 이외수                 | 홍승연         | 김지일 | 오지명, 김혜자, 송일권, 최남현, 변희봉, 홍민우, 조명남, 남영진, 최선균, 김순용, 한창호, 나종미, 한규희, 백인철, 조형기, 이기영, 정승현, 조춘, 홍중기, 맹상훈, 김기현, 강미, 전호진, 김소연, 박종범, 김철, 박재호, 송정훈, 이재호, 이아영                                                       |
| 11회 | 1월 29일  | 세화의 성                  | 손장순                 | 지상학, 안진원 | 박철수 | 이정길, 김영란, 한인수, 나영희, 이영후, 박정자, 임현식, 김길호, 박상조, 최상훈, 한애경, 이은철, 김지원, 박민희, 이숙, 최항석, 김영두, 강석란 |
| 12회 | 2월 5일   | 형장의 신                  | 박범신                 | 김항명         | 정지영 | 최불암, 최상훈, 최윤석, 임문수, 한애경, 박영지, 차윤회, 신사임, 이영후, 박경순, 맹상훈, 오영수, 최민경, 박종관, 김지영, 이운우, 정승현, 문용민, 전희룡, 이동신, 서영애, 최한호, 정성모, 이정미, 김재강                                                                                         |
| 13회 | 2월 12일  | 창밖은 봄                  | 박완서                 | 이은교         | 박진수 | 이대근, 서갑숙, 이호재, 김인태, 변희봉, 신충식, 정혜선, 남능미, 나문희, 이수나, 김동수, 김웅철, 이숙, 박민희, 서영애, 전희룡, 박재호, 최민경 |
| 14회 | 2월 19일  | 왕십리                     | 조해일                 | 윤대성         | 박복만 | 유인촌, 정애리, 임예진, 전운, 현석, 김용건, 김길호, 박영지, 김웅철, 최성철, 차윤회, 김주영, 전인택, 김지영, 박혜숙, 문창근, 전희룡, 정선일, 이원재, 이동신, 정성모, 한창호, 이정미, 윤하영, 박재호, 이대우, 김재경                                                                             |
| 15회 | 2월 26일  | 비를 타고 오른 망둥이      | 유익서                 | 박찬성         | 김지일 | 정대홍, 김성희, 최불암, 나문희, 남성훈, 송기윤, 오승룡, 박광남, 박웅, 박경현, 사상기, 방훈, 송옥숙, 안명숙, 한애경, 장보규, 김철화, 박상우 |
| 16회 | 3월 4일   | 세 번은 짧게, 세 번은 길게 | 이어령                 | 지상학         | 박철수 | 송기윤, 박원숙, 김윤경, 변희봉, 조명남, 임현식, 현석, 박영지, 조형기, 송경철, 최상훈, 신국, 박정자, 최한호, 이은철, 국정환, 강성욱, 최선균, 문용민, 김영두, 차재홍, 최항석, 오현섭, 이용식, 김한일, 양세윤, 곽나현, 정경수                                                                     |
| 17회 | 3월 11일  | 타인의 생애                | 유재용                 | 박병우         | 박진수 | 박은수, 정애리, 김용림, 김용건, 오미연, 김정하, 남영진, 안재은, 홍민우, 윤석오 |
| 18회 | 3월 18일  | 너구리를 잡아 드립니다     | 정을병                 | 장주           | 조문진 | 남성훈, 이영후, 김윤경, 최명길, 임현식, 김호영, 정욱, 이해룡, 김상순, 김기종, 임해림, 윤일주, 차윤회, 유판웅, 김찬구, 박윤배, 한창호, 안의철, 김주영, 김응보, 한애경, 김지영, 석인수, 박예숙, 서갑숙, 문창근, 박용근, 오세장, 구보석, 이정훈, 김지원, 견미리                                   |
| 19회 | 3월 25일  | 덫                         | 정건섭                 | 한대희         | 박복만 | 임정하, 김동주, 박종관, 임채무, 김동현, 윤영애, 김인태, 신충식, 이묵원, 지계순, 한규희, 최병학, 황일청, 송옥숙, 김성일, 박찬환, 박헌성, 차윤회, 김순용, 이창환, 홍성선, 장보규, 전희룡, 정성모, 이은철, 최상훈, 이동신, 김흥수, 임영희, 김응보, 한애경, 구장서, 이동수, 서영애, 견미리, 송영웅 |
| 20회 | 4월 1일   | 떠나지 않는 해변           | 김용운                 | 허성수         | 이기환 | 한인수, 정욱, 최정민, 홍성민, 나성균, 정승현, 김호영, 한영숙, 김순경, 김정, 사상기, 박경순, 전인택, 이순규, 김영임, 장윤경, 유판웅, 신국, 박영지, 박용근, 김주승, 천호진, 이장훈 |
| 21회 | 4월 8일   | 순례자의 노래              | 오정희                 | 홍승연         | 김지일 | 오미연, 김무생, 김영옥, 나종미, 이호재, 강계식, 이기영, 홍민우, 지윤성, 이수나, 김정, 강미, 서권순, 박영지, 김애경, 이미지, 조형기, 김명희, 서갑숙, 이동신, 김주승, 이순화 |
| 22회 | 4월 15일  | 무서운 아이                | 홍성원                 | 지상학         | 박철수 | 김추련, 송옥숙, 조인표, 김기일, 이수나, 신충식, 박상조, 홍순창, 박경순, 조형기, 맹상훈, 차재호, 정성모, 강서영, 박민희, 최영수 |
| 23회 | 4월 29일  | 숨은 소리                  | 백도기                 | 박병우         | 박진수 | 정애리, 전무송, 김성녀, 김용건, 김무생, 이정길, 김인태, 김애경, 김길호, 김성일, 한애경 |
| 24회 | 5월 6일   | 낙화                       | 양인자                 | 고영훈         | 박복만 | 지윤성, 한인수, 정현옥, 김기웅, 이금복, 박영지, 한영숙, 강인덕, 김호영, 이계인, 김지영, 방훈, 정한헌, 이경호, 이상숙, 김영임, 김지원, 김정하, 서권순, 김순경, 홍성희, 김연자, 이숙, 차윤회, 박경순, 이운우, 홍민우, 홍중기, 김철화, 강석란                                                     |
| 25회 | 5월 13일  | 예언자                     | 이청준                 | 심영식         | 정문수 | 김무생, 정혜선, 김영인, 황일청, 홍성민, 변희봉, 박경현, 김정하, 김순경, 이성, 조형기, 이은철, 차재홍, 오현섭, 안명숙, 신복숙, 서갑숙, 김민정, 박민희, 강수영, 노정아, 견미리 |
| 26회 | 5월 20일  | 완전한 사랑                | 조선작                 | 신연수         | 박철수 | 임현식, 나종미, 전운, 현석, 박상조, 박태호, 정태섭, 허기호, 서은경, 임영희, 김지원, 허윤정, 오현섭, 김홍수, 강상구, 정성모, 최한호, 천호진, 김응보, 송영웅, 견미리 |
| 27회 | 5월 27일  | 우산 속의 세 여자          | 조해일, 김주영, 조선작 | 김항명         | 김지일 | 김용선, 이혜영, 황신혜, 유인촌, 현석, 오승룡, 김상순, 최은숙, 한영숙, 박희우, 김성일, 맹상훈, 최민경 |
| 28회 | 6월 3일   | 태양제                     | 박범신                 | 이은교         | 이영실 | 최윤석, 이미지, 이덕화, 전운, 오미연, 임문수, 남경읍, 이상숙, 박상조, 최선균, 백인철, 신충식, 김지영, 박경현, 신명철, 박희우, 정태섭, 구보석, 견미리, 문태선, 나갑성, 서준영, 김순경, 문창근, 박만규, 이동신, 천호진                                                                           |
| 29회 | 6월 10일  | 목금토 그리고 월화수       | 송영                   | 이은교         | 조문진 | 김추련, 나영희, 정욱, 이수나, 홍성민, 유판웅, 강성욱, 백인철, 차윤회, 조형기, 박경순, 이은철, 김흥수, 김주승, 김지원, 강수영 |
| 30회 | 6월 17일  | 겨울의 빛                  | 김향숙                 | 배명숙         | 김송원 | 현석, 이기선, 최봉, 김영옥, 김애경, 국정환, 박종관, 홍순창, 문회원, 박영지, 최병학, 박태호, 최재호, 사상기, 서권순, 강미, 김명희, 서영애, 이창환, 허기호, 이은철, 최한호, 김흥수, 박종범, 정은숙, 김숙경                                                                                       |
| 31회 | 7월 8일   | 달평씨의 두 번째 죽음      | 전상국                 | 최인수         | 박복만 | 김무생, 김상순, 나문희, 전인택, 고영준, 최은숙, 박성미, 조명남, 김기현, 김웅철, 이성, 임채무, 정대홍, 홍성선, 신경미, 홍순창, 차윤회, 이경순, 이순규, 이상미, 윤석오, 조병완, 한창호, 이경호, 이원재, 맹상훈                                                                                   |
| 32회 | 7월 15일  | 혜미의 서울                | 신석상                 | 지상학, 안병선 | 박철수 | 이성규, 한애경, 이희성, 김지원, 변희봉, 남성훈, 홍민우, 김정하, 문미봉, 이원재, 정성모, 천호진, 최영수, 이순화, 전신희 |
| 33회 | 7월 22일  | 내일 또 내일               | 김용성                 | 이홍구         | 김지일 | 유인촌, 이미숙, 현석, 이기선, 엄유신, 임채무, 박규채, 강미, 김호영, 김지영, 신충식, 차윤회, 서영애, 박경순 |
| 34회 | 7월 29일  | 아파트의 달                | 송영                   | 홍종원         | 윤정수 | 한인수, 김성희, 김해숙, 김영옥, 박영지, 허기호, 남영진, 송기윤, 김순경, 서영애, 김영임, 최명희, 최영수 |
| 35회 | 8월 5일   | 어떤 장날                  | 이청준                 | 오재호         | 임학송 | 홍성민, 박상조, 최봉, 이영후, 김용건, 박은수, 김영옥, 이수나, 이숙, 김연자, 송용태, 김종진, 신국, 윤석오, 차윤회, 안재은, 서영애, 강서영, 김화란, 박순천, 이원재, 노정아 |
| 36회 | 8월 12일  | 30일 간의 야유회           | 이근삼                 | 이희우, 임충   | 최종수 | 전운, 남능미, 박종관, 김해숙, 나종미, 박인환, 임현식, 조명남, 오승명, 김애경, 김성찬, 전인택, 송경철 |
| 37회 | 8월 19일  | 여자를 찾습니다            | 김주영                 | 이지언         | 정문종 | 송기윤, 최명길, 신금매, 신충식, 오승룡, 최현미, 한영숙, 최은숙, 차윤회, 문회원, 신국, 조춘, 홍성희, 강서영, 이순규, 오덕, 전선희, 강상구, 천호진, 이장훈 |
| 38회 | 8월 26일  | 개                         | 김원일                 | 지상학         | 박철수 | 최불암, 김상순, 백인철, 박경순, 이은철, 조현미, 최상훈, 김동주, 오경애, 조인표, 김석옥, 이수나, 홍순창, 이원재, 차주옥, 최한호, 신복숙, 임문수, 허기호, 윤석오, 김응보, 최재호, 윤철형, 김순화, 이미진, 송영웅, 천호진, 구보석, 이종호                                                         |
| 39회 | 9월 2일   | 낙지 같은 여자 이야기      | 한승원                 | 김정수         | 김지일 | 이정길, 송옥숙, 윤문식, 국정환, 최은숙, 김용선, 윤석오, 김웅철, 한영숙, 강미, 김정하, 김명희, 이운우, 정성모, 김흥수 |
| 40회 | 9월 9일   | 쉬쉬쉬잇                   | 이현화                 | 허성수         | 정문수 | 한인수, 오미연, 박상조, 박소현, 박경현, 정호근 |
| 41회 | 9월 16일  | 즐거운 우리들의 천국       | 최인호                 | 윤재섭         | 선우완 | 박경순, 이미영, 최호창, 추석양, 박예숙, 최재호, 박종관, 국정환, 홍순창, 최병학, 송기윤, 사상기, 홍민우, 방훈, 윤석오, 김성찬, 허기호, 박윤배, 김성일, 김성학, 이영범, 박광영, 이순화, 구보석, 송영웅, 최재호, 윤철형                                                                           |
| 42회 | 9월 30일  | 날개 84                    | 유홍종                 | 이상화         | 정문종 | 최경수, 최상훈, 전현, 조한려, 주희, 이호재, 차재홍, 김순용, 정성모, 이상미, 정승현, 김길호, 유판웅, 유경숙, 송경철, 이경순, 문회원, 국정환, 이성, 정선일, 윤철형 |
| 43회 | 10월 7일  | 미로학습                   | 김문수                 | 김남           | 김송원 | 홍순창, 김영란, 김영옥, 김애경, 임정하, 김기일, 신충식, 김용건, 나성균, 문회원, 국정환, 차윤회, 유판웅, 심우창, 최재호, 박태호, 허기호, 정희선, 서권순, 사상기, 최명희, 문혜란, 최한호, 김흥수, 김응보, 견미리, 김인수                                                                         |
| 44회 | 10월 14일 | 고깔                       | 송숙영                 | 장춘태         | 박철수 | 윤여정, 오승명, 지계순, 홍성민, 김다혜, 안재은, 박종관, 박상조, 정대홍, 김명희, D.Marson, 전희룡, 이현미, 김주승, 문창근, 장현우, 이미진, 송영웅, 천호진, 구보석, 권경숙, 노경주, 정영진, 김현성, 백계순                                                                                       |
| 45회 | 10월 21일 | 유빙                       | 양귀자                 | 윤대성         | 김지일 | 홍민우, 김주영, 이원용, 이희성, 박윤배, 김인태, 김기현, 김성찬, 최상훈, 이금복, 임영희, 조명남, 서영애, 서권순, 송경철, 조형기, 사상기, 김영두, 한창호, 송영웅, 이창환, 이순규, 천호진, 최현미                                                                                                 |
| 46회 | 10월 28일 | 휘청거리는 오후            | 박완서                 | 임충           | 최종수 | 전운, 김용림, 김해숙, 심양홍, 최명길, 최상훈, 나종미, 김주승, 이창환, 전인택, 정희선, 김명희, 김성찬, 이경순, 김기일, 최병학, 나성균, 박경순, 김애경, 김석옥, 김동현, 문회원, 최찬호, 이정훈, 김도연                                                                                           |
| 47회 | 11월 4일  | 4계의 후조                 | 천승세                 | 홍종원         | 윤정수 | 임채무, 김기일, 황신혜, 이미영, 송옥숙, 김용건, 임문수, 임현식, 김영옥, 박영지, 최은숙, 윤석오, 차윤회, 정대홍, 김순경, 이창환, 신명철, 이성, 김흥수, 문용민, 김민정, 박종범 |
| 48회 | 11월 11일 | 흑지                       | 유현종                 | 윤석훈         | 정문종 | 한인수, 박영태, 김주영, 정욱, 방희, 김영인, 이성훈, 신국, 차윤회, 김사천, 김순용, 견미리, 최영수, 전신희, 김이호, 염태성, 최근제, 문창근, 유화춘, 강용규 |
| 49회 | 11월 18일 | 모범 작문                  | 조선작                 | 김승옥         | 선우완 | 김혜영, 김성일, 김영림, 최현미, 이순규, 노경주, 박광영, 이희경, 양진영, 조인표, 한영숙, 김미숙, 이묵원, 이상숙, 김성학, 국정환, 김영호, 박윤배, 사상기, 구보석, 박경순, 추석양, 박예숙, 최재호, 이은철, 전희룡, 이승형, 전호진, 송영웅, 최재호, 김도연, 이미진, 김상순                         |
| 50회 | 11월 25일 | 동물원의 호박꽃            | 이근삼                 | 유지형         | 김송원 | 나종미, 이원용, 최봉, 강인덕, 김성찬, 송기윤, 전인택, 김기일, 이수나, 조명남, 박영지, 문창근, 윤영애, 유성기, 박성식, 김도연 |
| 51회 | 12월 9일  | 풍화                       | 이경자                 | 이홍구         | 김지일 | 김상순, 김용림, 이미지, 이은경, 전호진, 지계순, 최은숙, 한영숙, 한규희, 신국, 정대홍, 차윤회, 김웅철, 윤순홍, 강미, 김순경, 정태섭, 이숙, 신복숙, 서갑숙, 송영웅, 박종범, 견미리 |
| 52회 | 12월 23일 | 꿈을 찍는 사진사           | 박완서                 | 임충           | 최종수 | 박병훈, 김도연, 김상순, 엄유신, 박종관, 김영옥, 박웅, 박원숙 나성균, 신국, 김정하, 전인택, 서창숙, 김순경, 서영애, 전회룡, 최영수, 전신희, 노정아, 장대용, 송정훈, 김태량, 강기선 |
| 53회 | 12월 30일 | 겨울나비 잡기              | 김창동                 | 홍종원         | 윤정수 | 조경환, 안소영, 신충식, 박광남, 김용건, 안재은, 김길호, 박원숙, 박영지, 박상규, 이수나, 박소현, 김정, 강용규, 염태성, 최영수 |

### 1985년
| 회차 | 방송일    | 작품명             | 원작            | 극본           | 연출   | 출연자 |
| ---- | --------- | ------------------ | --------------- | -------------- | ------ | --- |
| 54회 | 1월 6일   | 초록빛 모자        | 김채원          | 김청조         | 선우완 | 서갑숙, 박영규, 사상기, 최봉, 이수나, 문미봉, 박상조, 국정환, 차윤회, 홍순창, 홍민우, 김연자, 차재훈, 이창환, 최상훈, 전희룡, 오덕, 이정미, 송영웅, 전신희, 노정아, 양진영, 이지영, 안영홍 |
| 55회 | 1월 13일  | 뛰뛰클럽           | 최상규          | 정정명         | 정문종 | 이영후, 안재은, 김주영, 박경순, 이수나, 조한려, 이혜숙, 김기일, 이호재, 신국, 윤석오, 나영진, 박윤배, 정태섭, 김영임, 유화춘, 정성모, 송영웅, 허윤정, 최봉, 변희봉, 임정하, 남궁혁, 강자영, 최윤정 |
| 56회 | 1월 20일  | 손오공             | 이동하          | 황정한         | 김송원 | 한인수, 김청, 지윤성, 박상조, 전운, 문회원, 국정환, 허기호, 신충식, 홍순창, 김명희, 차윤회, 김순경, 정은숙, 이정미, 최영수, 최재호, 노정아 |
| 57회 | 1월 27일  | 시차와 변수        | 손장순          | 이일목         | 이성민 | 이정길, 김민정, 김해숙, 깅영옥, 김석옥, 최재호, 서권순, 박종관, 조명남, 양택조, 한규희, 안재은, 박영지, 홍민우, 정대홍, 남영진, 윤석오, 김주영, 서영애, 김명희, 이숙, 강미, 김정, 전인택, 이현미, 최명희, 원근희, 문창근, 장운향, 강인길, 송영웅, 구보석, 최영수, 이장훈, 전신희, 노정아, 권경숙, 이미진, 한지윤 |
| 58회 | 2월 3일   | 이중유희           | 로베르 또마     | 허성수         | 김지일 | 강인덕, 김민정, 김영란, 박경현, 이호재, 차재홍, 천호진 |
| 59회 | 2월 10일  | 겨울행             | 유지형          | 유지형         | 최종수 | 강남길, 김민희, 김해숙, 이미지, 정진, 김진태, 지계순, 김성찬, 사상기, 박경순, 이숙, 김순경, 박병훈, 김철화, 홍은성, 김영임, 이병희, 오세장, 이원재, 문창근, 김흥수, 이상미, 신복숙, 안명숙, 김지원, 이장훈, 윤철형, 최재호, 천호진                                                                               |
| 60회 | 2월 17일  | 말괄량이 도시      | 조선작          | 이국자         | 윤정수 | 길용우, 이기선, 남능미, 백인철, 홍민우, 강미, 정희선, 엄유신, 정대홍, 이운우, 허기호, 최재호, 김순경, 서영애, 박경순, 이숙, 이순규, 김응보, 노정아, 이장훈, 천호진, 견미리, 송영웅 |
| 61회 | 2월 24일  | 낮보다 밝은 밤     | 고성희          | 지상학         | 선우완 | 이은경, 김영림, 강인덕, 임문수, 신충식, 박상조, 한명환, 김홍량, 김기주, 박예숙, 사상기, 남충일, 이수나, 한창호, 조형기, 최용팔, 김영호, 허기호, 김지원, 강수영, 노경주, 권경숙 |
| 62회 | 3월 3일   | 야망의 땅          | 김홍신          | 고영훈         | 정문종 | 전인택, 김인태, 조한려, 남영진, 송옥숙, 이영후, 김기일, 양택조, 박종관, 정승현, 오세장, 차윤회, 김영인, 문회원, 나성균, 김호영, 서영애, 전희룡, 이원재, 문창근, 강용규, 오현섭, 천호진, 조병완, 김주영, 노경주, 전신희, 허윤정                                                                                   |
| 63회 | 3월 17일  | 왕과 피라미        | 김병총          | 임낙규         | 이영실 | 윤여성, 나영희, 박일, 정한헌, 백인철, 임문수, 박상조, 여무영, 신국, 김현직, 정승현, 김석옥, 신충식, 정대홍, 김주영, 한영숙, 김애경, 허기호, 김두삼, 박희우, 김성학, 이상미, 구보석, 권경숙, 박예숙, 나갑성, 장정국, 문태선, 김홍량, 정선우, 김재연, 우요섭, 은효상                                               |
| 64회 | 3월 24일  | 달리는 웨딩드레스  | 송숙영          | 이일목         | 이성민 | 김홍석, 김혜영, 정한헌, 이순규, 남능미, 국정환, 홍성민, 한영숙, 남영진, 한규희, 강미, 사상기, 이현미, 맹상훈, 정성모, 허기호, 이원재, 김성찬, 구보석, 양택조, 홍민우, 장운향, 천은경, 최재호 |
| 65회 | 3월 31일  | 대역인간           | 김홍신          | 신선희         | 선우완 | 양택조, 김희라, 추석양, 국정환, 나성균, 김명희, 김지숙, 김화란, 맹상훈, 박상조, 차윤회, 박소현, 김기일, 문회원, 사상기, 김정호, 문창근, 박성식, 강용규, 김성학, 정성모, 한창호, 이상미, 허윤정, 구보석, 권경숙, 안용남, 정종훈, 정유나                                                                           |
| 66회 | 4월 7일   | 사라의 눈물        | 이제하          | 김청조         | 최종수 | 김동현, 서갑숙, 송옥숙, 전운 |
| 67회 | 4월 14일  | 웃음소리           | 최인훈          | 백결, 백민     | 심현우 | 정애리, 연현철, 정애란, 박규채, 홍성민, 이수나, 정진, 주진모, 변희봉, 백인철, 박희우, 장희용, 김환교, 장윤주, 정영자, 김경집, 이영호, 정강영, 김성욱, 최종미, 박진성 |
| 68회 | 4월 21일  | 말하는 눈          | 마이클 해리슨   | 장춘태         | 박철수 | 정혜선, 김추련, 이기선, 박영규, 임정하, 이영후, 문회원, 정종호, 정유나 |
| 69회 | 5월 5일   | 가객               | 황석영          | 김광민         | 김한영 | 조인표, 최불암, 신국, 나문희, 남성우, 이정훈, 김지명, 김혜옥, 정남철, 최한호, 한창호, 차재홍, 김종엽, 김지아, 신복숙, 이숙, 강미, 한영숙, 최재영, 이원재, 오현섭, 김금화 |
| 70회 | 5월 12일  | 저당잡힌 사내      | 이동하          | 황정한         | 김송원 | 송영웅, 박원숙, 홍순창, 이상숙, 윤철형, 구보석, 임문수, 차윤회, 백인철, 문회원, 박영지, 신국, 김두삼, 박희우, 윤석오, 김철화, 한창호, 문용민, 천호진, 문창근 |
| 71회 | 5월 19일  | 흔들릴 때마다 한잔 | 박양호          | 윤석훈         | 윤정수 | 길용우, 박영, 이승현, 이희성, 조경환, 김용건, 김윤경, 박영태, 김영인, 정한헌, 정성모, 이원재, 사상기, 이경순, 전희룡, 김홍량, 구보석, 조병완, 문창근, 최영수, 권경숙 |
| 72회 | 5월 26일  | 밀항               | 김용성          | 이홍구         | 김지일 | 박은수, 김기현, 박윤배, 견미리, 변희봉, 김민정, 남영진, 신국, 지계순, 김영두, 나영진, 윤석오, 김웅철, 박경순, 강미, 이숙, 김두삼, 이순규, 강수영 |
| 73회 | 6월 2일   | 세발 자전거        | 장민승          | 지상학         | 선우완 | 정대홍, 박윤배, 박경순, 국정환, 박상조, 안연홍, 이건주, 강미, 박순천, 김은영, 이수나, 김순경, 홍은성, 차주옥, 한창호, 문창근, 최영수, 노정아, 최용팔, 김재연 |
| 74회 | 6월 9일   | 이혼 파티          | 유보상          | 장춘태         | 박철수 | 오승명, 정혜선, 강인덕, 김연자, 전인택, 송옥숙, 나성균, 박희우, 문창근, 김영석 |
| 75회 | 6월 16일  | 보석 고르기        | 김창동          | 홍종원         | 윤정수 | 임채무, 김혜영, 전운, 김수미, 김용건, 신충식, 서권순, 김혜옥, 길용우, 김주영, 사상기, 문회원, 김광배, 전희룡, 박영지, 차윤회, 서영애, 윤석오, 이경순, 이순규, 원낭, 송영웅, 서명진 |
| 76회 | 6월 30일  | 다섯가지 행복      | 한대희          | 이홍구         | 박복만 | 황신혜, 김동현, 박규채, 전양자, 이묵원, 김석옥, 한규희, 박영지, 김수미, 김동주, 임영희, 차윤회, 홍민우, 이계인, 김주영, 김순용, 이경호, 차주옥 |
| 77회 | 7월 7일   | 인천비 서울비      | 천승세          | 임경택         | 강병문 | 방희, 김동수, 변희봉, 김수미, 박경현, 신국, 김지영, 박경순, 강미, 최선균, 김명희, 사상기, 박용근, 정성모, 이은철, 조형기, 윤철형, 이장훈, 김영석, 안채령 |
| 78회 | 7월 21일  | 귀 좀 빌립시다     | 김욱            | 김남           | 김송원 | 박은수, 김해숙, 김용림, 이백, 임문수, 박경현, 나성균, 이종환, 신국, 문시경, 홍민우, 차윤회, 박윤배, 김웅철, 이운우, 정태섭, 한영숙, 강미, 이성, 허기호, 전희룡, 김명희, 이경순, 조형기, 한창호, 박성식, 구보석, 문창근                                                                                           |
| 79회 | 7월 28일  | 꼬마               | 송지나          | 송지나         | 김지일 | 권경화, 정상철, 박병훈, 이계인, 김광배, 나문희, 이수나, 홍성민, 국정환, 박상조, 한창호, 구보석, 윤철형, 노경주, 견미리 |
| 80회 | 8월 4일   | 달빛 자르기        | 김병총          | 김병총         | 윤정수 | 김주영, 장운향, 김기주, 김영인, 조경환, 국정환, 양택조, 나한일, 이순규, 홍은경, 박영지, 송경철, 장정국, 전희룡, 천호진, 송영웅, 윤철형, 이승현, 권일수, 황충식, 유창국, 김병준 |
| 81회 | 8월 11일  | 망매의 계곡        | 최상규          | 김필주, 한대희 | 정문종 | 이혜영, 이효재, 박영태, 박인환, 김복희, 박영지, 백인철, 송경철 |
| 82회 | 8월 25일  | 알 수 없는 일들    | 이문열          | 홍승연         | 김수용 | 임영규, 김희애, 전운, 나문희, 김인문, 김홍석, 김순경, 임옥재, 최성일, 봉학근, 김경림, 윤홍미, 연현철, 김혜원, 이희연, 신현중, 정현철 |
| 83회 | 9월 1일   | 청맹과니들의 노래  | 김수용          | 하성수         | 강병문 | 정진, 윤여성, 한영수, 김해숙, 서갑숙, 김혜정, 신충식, 김석옥, 나성균, 신국, 한영숙, 윤석오, 문회원, 차윤회, 김두삼, 김웅철, 이동신, 홍성희, 구보석, 노정은 |
| 84회 | 9월 8일   | 죽음의 덫          | 아이라 레빈     | 신선희         | 정문수 | 정욱, 유인촌, 한상미, 한규희, 한영숙 |
| 85회 | 9월 15일  | 우리가 떠난 도시   | 박범신          | 백결           | 심현우 | 김태용, 임예진, 김인문, 이상숙, 임현식, 신충식, 국정환, 홍순창, 윤문식, 이성룡, 장회용, 홍순기, 이동수, 최상규, 김지영, 김환교 |
| 86회 | 9월 29일  | 흑산도 갈매기      | 문순태          | 윤석훈         | 윤정수 | 조경환, 김청, 김애경, 김연자, 김영님, 박영태, 김길호, 백인철, 이계인, 정한헌, 김순용, 정완식, 사상기, 이경순, 차주옥, 최영수, 김지원, 권경숙, 송영웅, 구보석, 박종범, 오세장, 서혁기, 이성훈 |
| 87회 | 10월 6일  | 색시공             | 홍파            | 홍파           | 정지영 | 최윤석, 김영애, 송옥숙, 임문수, 추석양, 김수일, 신충식, 나성균, 차윤회, 송경철, 태일, 윤철형, 한창호, 윤순홍, 송일권, 황길상 |
| 88회 | 10월 13일 | 말하는 새          | 박종원          | 유지형         | 장수봉 | 정진, 김윤경, 정승현, 이수나, 박경현, 김석옥, 김희라, 강인덕, 박웅, 이영후, 서정순, 조정순, 박윤배, 송경철, 정성모, 고주현, 박영규, 김찬구, 박성식, 이미진, 김명희, 김도연, 노경주, 김정, 송영웅, 강용규, 강수영, 박민희, 이순화, 정현옥, 이주희                                                                 |
| 89회 | 10월 20일 | 달리는 황제        | 송영            | 박구홍         | 강병문 | 한인수, 이기선, 견미리, 박상조, 김수미, 이수나, 신국, 남영진, 정대홍, 김복희, 심양홍, 김지영, 김웅철, 김순경, 오세장, 조형기, 이동신, 이은철, 김성학, 정영란 |
| 90회 | 10월 27일 | 실감기             | 우선덕          | 우선덕         | 정지영 | 김영애, 이정길, 박지훈, 정혜선, 김길호, 안수정, 차윤회, 문회원, 오경애, 이경순, 이순규, 신복숙, 노정아 |
| 91회 | 11월 3일  | 벌과 나비          | 에이브 버러우스 | 윤명숙         | 정문수 | 정욱, 김윤경, 임예진, 박상조, 국정환, 김경진, 김애경, 정희선, 이원용, 정영란 |
| 92회 | 11월 10일 | 견습 부부          | 김창동          | 홍종원         | 윤정수 | 윤순홍, 김청, 이영후, 임현식, 서권순, 김혜정, 오경애, 견미리, 문시경, 차윤회, 송일권, 차재홍, 오현섭, 신영옥, 오지영 |
| 93회 | 11월 17일 | 얼굴               | 김문수          | 하영순         | 김문옥 | 김광배, 남능미, 김혜영, 박영지, 정한헌, 나종미, 박원숙, 국정환, 이수나, 홍중기, 사상기, 김수일, 김길호, 심양홍, 김지영, 강미, 남충일, 한규희, 문시경, 박경순, 차재홍, 오현섭, 박찬환, 한창호, 최재호, 윤철형, 권혁란                                                                                             |
| 94회 | 11월 24일 | 춤추는 버마재비    | 최일남          | 김정           | 장수봉 | 강인덕, 김용림, 김해숙, 김민정, 권성덕, 지계순, 홍순창, 이수나, 홍민우, 정대홍, 김명희, 박종관, 최은숙, 한영숙, 박종설, 박윤배, 남영진, 김찬구, 나성균, 유정기, 윤철형, 김영석, 문창근, 데릴 웨슬리, 데리 스탠튼, 이주희, 유형용, 신미랑, 김선옥, 이영임                                                         |
| 95회 | 12월 1일  | 흐르는 섬          | 유홍종          | 유지형         | 심재석 | 방희, 박영태, 박일, 박상조, 김호영, 국정환, 박경순, 김지영, 김경미, 황성탁, 유경아, 김종민, 최정현 |
| 96회 | 12월 8일  | 인간의 꽃          | 박완서          | 안진원         | 박철수 | 임미미, 박병훈, 이기선, 박영규, 최봉, 박종설, 박정자, 지계순, 이상숙, 전인택, 이건주, 박상조, 이수나, 서권순, 이창환, 전희룡, 이순규, 문혜란, 홍은성 |
| 97회 | 12월 15일 | 행복에의 초대      | 앙드레 모로와   | 전형           | 정지영 | 이묵원, 권미혜, 윤철형, 최민경, 문시경, 임문수, 김석옥, 김지영, 송일권, 오현섭, 노경주, 견미리, 김영수, 구보석, 이승현 |
| 98회 | 12월 22일 | 악마파             | 김내성          | 고성의         | 윤정수 | 유인촌, 조경환, 황신혜, 김용건, 서혁기, 최한호, 정영미, 김순경, 정영란, 박종범 |

### 1986년
| 회차  | 방송일    | 작품명                        | 원작        | 극본           | 연출   | 출연자 |
| ----- | --------- | ----------------------------- | ----------- | -------------- | ------ | --- |
| 99회  | 1월 12일  | 실종                          | 김남        | 김남           | 장수봉 | 오승명, 정혜선, 김인문, 최상훈, 정성모, 천현주, 견미리, 김희라, 김민정, 전인택, 나정옥, 차윤회, 박영지, 정대홍, 양택조, 문회원, 한영숙, 정미경, 이성, 김성란, 최한호, 원낭 |
| 100회 | 1월 19일  | 배신의 계절                   | 노원        | 허성수, 지상학 | 김문옥 | 이상숙, 이호재, 남영진, 김광배, 박영태, 채은희, 국정환, 서갑숙, 김수일, 조건월, 박윤배, 김흥수, 문용민 |
| 101회 | 1월 26일  | 모눈종이 위의 생              | 조선작      | 김정           | 심재석 | 김민정, 이정길, 방희, 김길호, 정혜선, 박영태, 김혜정, 김순용, 한애경, 윤철형, 임영희, 김종진, 노경주, 문용민, 오현섭 |
| 102회 | 2월 2일   | 도깨비 꿈                     | 윌리엄 로스 | 지상학         | 박철수 | 황정순, 김무생, 임현식, 홍순창, 김광배 |
| 103회 | 2월 9일   | 풍향계                        | 이근삼      | 홍종원         | 윤정수 | 박규채, 최봉, 임채무, 김연자, 견미리, 최상훈, 김영옥, 임영규, 차재홍, 신복숙, 이경순, 김지원, 박경순, 추석양, 홍민우, 구보석, 박종범, 최한호, 김영수, 조형기, 이은철, 김흥수, 문용민 |
| 104회 | 2월 23일  | 지 알고 내 알고 하늘이 알건만 | 박완서      | 심영식         | 김승수 | 정애란, 오현경, 정혜선, 정욱, 김인문, 김영학, 서병린, 최은숙, 김석옥, 남능미, 권미혜, 김정하, 박경현, 신국, 이운우, 김경미, 김인숙, 권은하, 문시경, 김성학, 박용근, 박종설, 최재호, 이해리, 변보아, 박은미, 김수경, 신성균, 최정원, 이종민, 엄혜란, 황성탁                                                                               |
| 105회 | 3월 9일   | 바람                          | 우선덕      | 우선덕         | 정지영 | 원미경, 박영규, 송옥숙, 나정옥, 임현식, 윤철형, 서학, 한영숙, 김혜정, 이숙, 홍나옥, 문창근, 김경미, 이경순, 임미미, 홍민우, 김건호, 정옥선, 천호진 |
| 106회 | 3월 23일  | 우리들의 넝쿨                 | 최일남      | 오재호         | 김문옥 | 정한헌, 이원용, 정호근, 김용선, 김청, 김인문, 홍순창, 김애경, 이숙, 임문수, 국정환, 문시경, 남충일, 조건월, 김백수, 박종설, 최재호, 서평석, 노경주, 신신애, 신복숙 |
| 107회 | 3월 30일  | 어항을 뛰어나온 고기          | 김창동      | 홍종원         | 윤정수 | 현석, 이기선, 김해숙, 김인태, 임영규, 윤순홍, 최은숙, 김애경, 백인철, 임현식, 서권순, 신국, 이순규, 김지원, 견미리, 권경숙, 이경순, 김복희, 김혜정, 김지영, 정희선, 오현섭, 김정, 윤철형, 차윤회, 구보석, 최한호, 박종범 정명현, 조현철                                                                                                  |
| 108회 | 4월 6일   | 또 한번 그 봄날               | 임철우      | 김상수         | 박철수 | 김용림, 배규빈, 정한헌, 한애경, 신복숙, 김지영, 김정하, 박상조, 김정, 서갑숙, 김복희, 김정하, 권경숙, 문시경, 홍민우, 박경순, 최한호, 송기혁, 이봉규, 최상진, 천은영, 박지영, 황치영, 정승환, 이경훈, 이형석, 조민아, 김성철, 이건주 |
| 109회 | 4월 13일  | 맥                            | 유익서      | 윤대성         | 김승수 | 최불암, 김혜자, 오현경, 서갑숙, 권미혜, 고영준, 윤유선, 김진구, 심양홍, 정영진, 박웅, 이휘향, 박호준, 김성학, 김정, 차재홍, 정선일, 박찬환, 최한호, 이순화, 박상원, 이옥이, 이영순, 서미숙, 서용선, 신미랑 |
| 110회 | 4월 20일  | 지지배배                      | 조승기      | 조영철         | 정지영 | 김희라, 김성찬, 양택조, 임문수, 서학, 김영임, 고설봉, 최재호, 추석양, 차윤회, 나성균, 유승봉, 이필훈, 조춘, 김순경, 이숙, 박종설, 박희우, 김순용, 강용규, 전인택, 김연자, 김호영, 이기영, 박성식, 홍성선, 최상훈, 이원재, 오현섭, 신신애, 최민경, 홍나옥, 나종미, 이은철, 황명하, 박광영, 권경숙, 문창근, 유정기, 박찬환, 최용팔, 이건주 |
| 111회 | 4월 27일  | 집                            | 박훈정      | 지상학         | 김양득 | 박은수, 송옥숙, 정욱, 김인문, 김연자, 남영진, 유판웅, 김성찬, 이운우, 최선균, 서권순, 서영애, 강미, 김순경, 박종관, 김혜정, 한규희, 이창환, 김지영, 문용민, 김두삼, 맹상호, 송영웅, 권경숙, 김상덕, 최용팔, 김종엽, 이성훈 |
| 112회 | 5월 4일   | 아들                          | 윤정모      | 김정수         | 김한영 | 박인환, 안용남, 한애경, 신충식, 이영후, 이수나, 박상조, 송기윤, 윤석오, 최상규, 노정아, 변은영 |
| 113회 | 5월 11일  | 다시 나는 새                  | 김호운      | 권재우         | 김문옥 | 김광배, 이상숙, 윤순홍, 임현식, 국정환, 홍순창, 박인환, 한규희, 나성균, 강미, 이수나, 김순경, 한영숙, 심양홍, 김복희, 최재호, 홍민우, 박윤배, 박경순, 문시경, 홍성선, 김철화, 이숙, 신복숙, 노경주, 노정아, 김찬구, 한창호, 서평석, 박용호, 강성환, 이영란, 이정미, 김현성, 나미경                                                       |
| 114회 | 5월 18일  | 늦은 귀로                     | 김창동      | 홍종원         | 윤정수 | 현석, 오수비, 최불암, 이정길, 김동주, 남영진, 한규희, 박병훈, 나성균, 유명순, 김성일, 견미리, 박윤배, 신명철, 차윤회, 김정, 정대홍, 박경순, 오현섭, 한창호, 구보석 |
| 115회 | 5월 25일  | 환화                          | 이병주      | 이환경         | 장수봉 | 정욱, 송옥숙, 나종미, 권성덕, 김상순, 이영후, 서학, 박희우, 전국환, 최한호, 김종구, 이은철, 권경숙, 이영선, 최지희, 김한주, 서영희, 손선희, 이영순, 이옥이, 박갑순, 서미숙, 서용선 |
| 116회 | 6월 1일   | 청춘의 한낮                   | 박범신      | 이환경         | 박철수 | 이미진, 천호진, 박찬환, 오승명, 전혜성, 정혜선, 이묵원, 김영인, 김지영, 박종관, 임미미, 정태섭, 송영웅, 윤철형, 이정미, 노정운, 이건주, 김재관, 이형석, 이현주, 김광수, 이대환, 배응명, 김찬수, 한진수, 김진제 |
| 117회 | 6월 8일   | 도주                          | 김용성      | 조영철         | 정지영 | 박영규, 이계인, 천현주, 한애경, 신충식, 정성모, 송경철, 신복숙, 김지영, 이숙, 김복희, 나성균, 김찬구, 조형기, 사상기, 최선균, 구보석, 정지훈 |
| 118회 | 6월 15일  | 월광                          | 오유권      | 이일목         | 김한영 | 김인문, 박은수, 심양홍, 김해숙, 조현철, 추석양, 김기일, 김영옥, 신국, 박윤배, 김지원, 문용민, 전희룡, 문창근 |
| 119회 | 6월 22일  | 종이우산                      | 오탁번      | 지상학         | 김문옥 | 노경주, 강남길, 김영옥, 남능미, 신충식, 김해숙, 홍성선, 김광배, 김성찬, 홍성민, 견미리, 김영수, 임문수, 정희선, 한영숙, 서권순, 윤순홍, 조형기, 구보석, 김대현, 서평석, 장지혜, 권은아, 조민영 |
| 120회 | 6월 29일  | 이혼여행                      | 손장순      | 김정           | 김승수 | 김청, 김동현, 최정현, 임종국, 최병학, 남영진, 홍중기, 이정훈, 심양홍, 국정환, 김명희, 김동주, 윤철형, 김영숙, 신국, 오현섭, 유춘, 전희룡, 김흥수, 김인숙, 권은하 |
| 121회 | 7월 6일   | 함정                          | 안소니 쉐퍼 | 윤대성         | 이연헌 | 정욱, 최상훈 |
| 122회 | 7월 13일  | 봇물                          | 천승세      | 이진모         | 김양득 | 윤양하, 정혜선, 정진, 국정환, 최성철, 나종미, 박광영, 박상조, 최재호, 김성학, 김경미 |
| 123회 | 7월 20일  | 서있는 여자                   | 박완서      | 박병우         | 황인뢰 | 천현주, 김윤경, 이정길, 윤순홍, 김용림, 김애경, 김주영, 홍성선, 권경숙, 박순애, 신혜수 |
| 124회 | 7월 27일  | 바다는 비에 젖지 않는다       | 구인환      | 유시춘         | 김한영 | 정승호, 최종원, 임예진, 안용남, 윤문식, 홍성민, 김지영, 김영인, 양택조, 김영님, 정대홍, 이은철, 마형주, 강용규, 이규현, 김주겸 |
| 125회 | 8월 3일   | 아리랑 별곡                   | 한승원      | 고영훈         | 박복만 | 김용림, 임문수, 홍민우, 정대홍, 강성욱, 김사천, 김지영, 서영애, 전인택, 송경철, 김성찬, 박병훈, 최상훈, 김순용, 김두삼, 박회우, 송옥숙, 맹상훈, 조형기, 김화란, 김주승, 견미리, 김지원 |
| 126회 | 8월 10일  | 팔색조                        | 윤후명      | 장선우         | 선우완 | 김도연, 나한일, 송기윤, 김연자, 신충식, 정희선, 김경란, 박종관, 김호영, 문시경, 정성모, 최한호, 전신희, 이순화, 김의석, 최정아 |
| 127회 | 8월 24일  | 구름은 흘러가도               | 권희범      | 김남           | 장수봉 | 이원재, 이미진, 남능미, 임예진, 박웅, 송경철, 최한호, 김태곤, 서갑숙, 노경주, 권경숙, 노정아, 김찬구, 맹찬재, 이성, 윤선빈 |
| 128회 | 8월 31일  | 모델 아담                     | 황충상      | 오덕제         | 김문옥 | 최명길, 김동현, 김성일, 이상숙, 정한헌, 한규희, 윤석오, 문시경, 김경진, 오현섭, 구보석, 전신희, 견미리, 강성환, 서평석 |
| 129회 | 9월 7일   | 처세술개론                    | 최인호      | 박성조         | 김승수 | 황정순, 이영후, 김혜자, 조현철, 박원숙, 최정화, 김영옥, 정승현, 박장호, 조현정, 오은미, 김경락, 임경민, 김복희, 김경란, 김기주, 송용태, 유판웅, 나갑성, 정명환 |
| 130회 | 9월 14일  | 사랑 그 끝으로                | 박경수      | 이국자         | 김양득 | 허윤정, 임정하, 변희봉, 김진구, 최병학, 박종관, 김호영, 유명순, 나성균, 정희선, 김은영, 서영애, 문시경, 오경애, 문회원, 김정, 변은영, 임미미, 한창호, 이영범, 홍나옥, 김흥수, 전신희, 이현영 이영래, 노정은 |
| 131회 | 9월 21일  | 망각 속을 흐르는 강           | 김정하      | 박찬홍         | 심재석 | 김용건, 김수일, 김기일, 박영태, 임문수, 오미연, 김찬구, 김호연, 김기범, 이백, 윤석오, 문시경, 서갑숙, 노경주, 정한헌, 이정훈, 윤철형, 이창환, 김영수, 이은철, 이승현, 정진화, 윤선민, 최정화, 원연규 |
| 132회 | 10월 12일 | 어머니의 땅                   | 문순태      | 고영훈         | 박복만 | 김혜자, 한규희, 나종미, 김호영, 김애경, 김지영, 김동주, 김기형, 이경순, 송경철, 문창근, 김영석, 박상원, 김환교, 조현이, 박창선, 연권희, 박동율, 이정미, 이궁희, 이지영, 엄혜란, 안시연, 유성욱 |
| 133회 | 10월 19일 | 인형의 교실                   | 오탁번      | 장선우         | 선우완 | 김혜수, 김명희, 정대홍, 나성균, 김광배, 나한일, 조형기, 나문희, 박예숙, 한창호, 유정화, 명보현, 신수식, 김언희, 엄혜란, 안수란, 이승수, 정원식, 유성욱, 백유권, 안시연, 탁재현, 신정아, 박지영, 안은선, 정현정, 박승식, 박창선, 고정일, 손미영, 권진아, 김미순, 김미정, 나신재, 정현옥, 나애경, 원연규, 임수택, 어윤희                   |
| 134회 | 10월 26일 | 청소부                        | 문순태      | 김진혁         | 김문옥 | 김도연, 이원용, 박원숙, 추석양, 정한헌, 허기호, 나성균, 김명희, 김혜정, 박광영, 한송이, 박순애, 차윤회, 박윤배, 박용팔, 이순화, 윤철형, 서평석, 박용호, 강성환 |
| 135회 | 11월 2일  | 슬픈 약속                     | 이성재      | 윤석훈         | 윤정수 | 남성훈, 권재희, 이상숙, 임영규, 박순천, 최불암, 김용림, 김애경, 김기종, 문시경, 허기호, 구보석, 이용화, 강미, 김흥수, 이승현 |
| 136회 | 11월 9일  | 화당리 솟례                   | 천승세      | 윤시몬         | 장수봉 | 최민경, 정진, 김주승, 남능미, 안명숙, 김영옥, 박종관, 이계인, 김성찬, 송경철, 박상조, 고영준, 김지영, 정대홍, 문회원, 박희우, 김지원, 박순애, 정혜승, 정명환, 김영석, 맹찬재, 조현이, 이경아, 정진강, 박창선, 신수식, 박승석, 김용기, 이현주, 손미영, 김언희                                                                             |
| 137회 | 11월 16일 | 가을행                        | 김원일      | 장선우         | 최종수 | 오현경, 최상진, 오미연, 임문수, 오미희, 나성균, 임현식, 나정옥, 윤석오, 조춘, 문시경, 박경순, 박희우, 강용규, 홍순창, 김성찬, 조형기, 정호근, 공호석, 김종진, 윤의식, 정태화, 김명희, 강미, 신신애, 변은영, 김진구, 권경숙, 차주옥, 전신희, 이정아, 이용화, 유정화                                                                       |
| 138회 | 11월 23일 | 달빛 아래 어릿광대            | 송영        | 신선희         | 심재석 | 정상철, 최민희, 김범철, 김혜정, 강성욱, 남영진, 노경주, 문시경, 김순용, 정한헌, 김연자, 이은철, 이승현, 윤철형, 이정훈, 문혜란, 임미미, 견미리, 최명성, 이지영 |
| 139회 | 11월 30일 | 죽은 황녀를 위한 파반느       | 유홍종      | 이국자         | 김문옥 | 나한일, 김민희, 김정옥, 정혜정, 김영옥, 임현식, 정한헌, 박경순, 오승명, 나정옥, 신국, 김호영, 윤석오, 홍민우, 박용팔, 문용민, 강유일, 김용란, 김현숙 |
| 140회 | 12월 21일 | 산타클로스는 있는가           | 이동하      | 장선우         | 선우완 | 정대홍, 박윤배, 박경순, 이기선, 채유미, 박상조, 국정환, 차윤회, 문시경, 심우창, 이창환, 차주옥, 이상미, 문창근, 최명성, 한송이, 황주영 |
| 141회 | 12월 28일 | 사라진 아내                   | 박범신      | 황정환         | 정지영 | 천현주, 연경석, 홍성민, 신충식, 임현식, 박찬환, 오현섭, 최재호, 김성찬, 김복희, 홍민우, 윤석오, 허기호, 박종설, 이문수, 김지영, 정미경, 이상호, 엄선미, 박종화, 길경석, 송진호, 김청경 |

### 1987년
| 회차  | 방송일    | 작품명                      | 원작   | 극본   | 연출   | 출연자 |
| ----- | --------- | --------------------------- | ------ | ------ | ------ | --- |
| 142회 | 1월 4일   | 처숙                        | 최기인 | 한대희 | 박복만 | 이정길, 오지명, 임문수, 고두심, 남영진, 김현직, 차윤회, 유명순, 한규희, 서권순, 김영두, 한창호, 이경호, 김순용, 김화란, 정혜정, 김경미, 김영임, 최민경, 윤철형, 김지원, 한송이, 장선숙, 최명성, 이중현, 강자영                                                                                 |
| 143회 | 1월 11일  | 촌남자                      | 김지연 | 홍종원 | 윤정수 | 임영규, 노경주, 김영옥, 김기일, 김길호, 김석옥, 박병훈, 이경순, 전인택, 김연자, 박광영, 채유미, 문시경, 이승현, 문용민, 김찬구, 최한호, 정명환, 신혜수, 조정순, 이원재, 이경호, 이정훈, 구보석, 박종범, 김응석, 권경숙, 노정아, 류정화, 이정아                                                 |
| 144회 | 1월 18일  | 대설부                      | 한수산 | 김정   | 황인뢰 | 길용우, 허윤정, 정한헌, 박순천, 원미원, 박영규, 박광영, 이호재, 이수나, 박영지, 최은숙, 김명희, 서권순, 홍성선, 문혜란, 조형기, 양택조, 이상숙, 최성철, 김주영, 이경순, 정호근, 오세장, 장효선, 이진우, 유옥주, 김영석, 박상원, 류정화, 한송이, 전미선, 윤선민, 홍관의, 임정원, 이봉규, 박지영 |
| 145회 | 1월 25일  | 세월의 너울                 | 김원일 | 정하연 | 김지일 | 한은진, 권성덕, 전양자, 홍성민, 나문희, 이묵원, 김윤경, 현석, 유인촌, 김용선, 권재희, 한영수, 신복숙, 이은철, 최민경, 김호영, 강미, 서갑숙, 박희우, 조정순, 정명환, 김민석, 이보아, 정선모, 이은정, 여승원, 변성현, 정대진                                                                     |
| 146회 | 2월 1일   | 겨울 잠행                   | 최상규 | 허성수 | 김문옥 | 박은수, 신혜수, 김광배, 이원용, 국정환, 김길호, 정진, 김호영, 정한헌, 최재호, 박용팔, 김혜정, 김경미, 김혜옥, 조형기, 김철화, 윤철형, 이정훈, 이순화, 한송이, 정영란, 정명환, 서평석, 강성환, 김영아                                                                                           |
| 147회 | 2월 8일   | 아프리카여 안녕             | 한수산 | 송재범 | 심재석 | 백현미, 고영준, 김용건, 김민정, 오경애, 김지영, 정현, 신충식, 박종관, 신국, 최선균, 강성욱, 문시경, 차윤회, 박성식, 강용규, 문창근, 박광영, 전미선 |
| 148회 | 2월 15일  | 외아들                      | 김지연 | 윤석훈 | 윤정수 | 임영규, 이기선, 김영옥, 김영님, 전운, 김길호, 최은숙, 견미리, 임미리, 박종설, 박영태, 오세장, 문회원, 문서경, 최한호, 김응석, 김영석, 김환교, 정혜승, 이영자, 한송이 |
| 149회 | 2월 22일  | 그 넋의 그림자              | 최미나 | 양인자 | 박복만 | 김영란, 김용건, 김무생, 전양자, 이경호, 박영규, 이수나, 김순경, 김경란, 김진규, 이화시, 김경미, 이상미, 신복숙, 김순용, 윤철형, 순동운, 원낭, 노정아, 박순애, 최명성, 장선숙, 정영란, 이영자, 임재경                                                                                           |
| 150회 | 3월 8일   | 어디만치 왔나               | 김원일 | 장선우 | 선우완 | 나영진, 서갑숙, 정애란, 이묵원, 국정환, 추석양, 박종설, 최재호, 나한일, 박예숙, 박상조, 김홍량, 박경순, 나성균, 홍민우, 이상철, 윤영준, 신수식 |
| 151회 | 3월 15일  | 매혹                        | 윤대성 | 주찬옥 | 황인뢰 | 홍계일, 박순애, 오미연, 심양홍, 정은숙, 박광남, 박상조, 문회원, 남영진, 김홍석, 한영숙, 맹상훈, 이승현, 이정훈, 정명환, 김민석, 신혜수, 이영자, 한송이, 정영란, 임재경, 김영석, 김응석, 이재훈, 한진섭, 권민수, 조현철, 성영철                                                                 |
| 152회 | 3월 22일  | 흐르는 북                   | 최일남 | 박구홍 | 심현우 | 김인문, 손창민, 정욱, 엄유신, 정진, 임현식, 홍민우, 김찬구, 천현주, 박순천, 김영석, 김환교, 김경림, 윤예희, 장희용, 김주명, 이영호, 이경순, 김성자, 정미경 |
| 153회 | 3월 29일  | 노란 반달문                 | 서영은 | 허성수 | 김문옥 | 김민희, 신정아, 고두심, 김애경, 이묵원, 오승명, 전숙, 나정옥, 정대홍, 박병훈, 박소현, 김국현, 강용규, 문창근, 강성환, 김영석, 한송이, 심진수, 임정원, 박희연, 안은선 |
| 154회 | 4월 5일   | C반점 이야기                | 조돈만 | 김남   | 심재석 | 한인수, 김용선, 최동준, 김성찬, 맹상훈, 임문수, 신충식, 차윤회, 장혁, 박영태, 고영준, 김순용, 송일권, 이동신, 이경호, 김형중, 최한호, 문창근, 이상철, 박만규, 서영애, 조정순, 한송이, 신혜수, 이영자, 정혜승, 장선숙, 조현이, 정명화                                                           |
| 155회 | 4월 12일  | 여량별곡                    | 안장환 | 이환경 | 윤정수 | 최불암, 이원재, 박순천, 김인태, 김애경, 박영규, 김주영, 김영옥, 최은숙, 지계순, 최병학, 이영달, 김영인, 오세장, 문용민, 이경순, 이용화, 김영석, 박상원, 김환교, 김민석, 최정현, 여승원 |
| 156회 | 4월 19일  | 녹                          | 양귀자 | 이은성 | 김승수 | 이희도, 이상숙, 김지영, 한승구, 김벌레, 조경환, 김수일, 김인문, 이기영, 임현식, 김광배, 김홍석, 고영준, 채유미, 윤철형, 선우재덕, 김환교, 장선숙, 문회원, 김지원, 홍순창, 김찬구, 문창근, 신명철, 이상철, 이용화, 이재룡, 최진아, 최명성, 이영자, 권민수                                       |
| 157회 | 4월 26일  | 꿈꾸는 동화                 | 김이연 | 전형   | 장수봉 | 박병훈, 김자옥, 김민희, 이나성, 정혜선, 김무생, 변희봉, 김영배, 정진, 강인덕, 서권순, 한영숙, 홍승옥, 김웅철, 이숙, 이병희, 이경호, 유승봉, 신복숙, 서학, 이필운, 박유근, 문창근, 최명성, 임재경, 윤예희, 김영선, 한송이, 박순애, 정혜승, 류정화, 조현이, 장선숙                               |
| 158회 | 5월 3일   | 잃어버린 너                 | 김윤희 | 정정명 | 이동희 | 노주현, 권재희, 강태기, 홍성민, 한영숙, 이영후, 나문희, 이숙, 이상숙, 김경림, 권계희 |
| 159회 | 5월 10일  | 갈색 머리카락               | 김종달 | 김종달 | 선우완 | 강인덕, 김해숙, 박순애, 김석옥, 정승호, 김호영, 국정환, 박윤배, 박경순, 최민경, 이영범, 차주옥, 한창호, 박성식, 김민석, 최명성, 안수정 |
| 160회 | 5월 17일  | 강                          | 서정인 | 최인석 | 이관희 | 박상원, 윤순홍, 김성일, 이희성, 송옥숙, 나문희, 이기선, 김화란, 최병학, 김기현, 김종엽, 박인환, 오현섭, 홍종현, 이재훈, 김응석, 한진섭, 김영석, 유정화, 정영란, 최명성, 노정아, 황성탁 |
| 161회 | 5월 24일  | 수레네                      | 최해군 | 양인자 | 박복만 | 고두심, 홍순창, 이묵원, 임정하, 이금복, 이상숙, 차재홍, 정진, 임문수, 박상조, 김지영, 차주옥, 이상미, 김순용, 이은철, 순동운, 최선균, 송일권, 문용민, 김두삼, 허기호, 박용근, 한송이, 이경아, 윤예희, 정진화, 조현철, 문소정, 윤선민, 김용환, 최인성                                           |
| 162회 | 5월 31일  | 마의 사랑                   | 김지원 | 주찬옥 | 황인뢰 | 송옥숙, 맹상훈, 박순천, 정성모, 원미원, 노경주, 박영태, 김동주, 국정환, 김웅철, 한영숙, 홍성선, 문용민, 송영웅, 김혜정, 문혜란, 신복숙, 김성찬, 박희우, 홍승옥, 이정훈, 이상철, 김민석, 김응석, 김환교, 이재룡, 한진섭, 임재경, 정혜승, 김재선, 이종숙, 윤정원, 윤광식, 마형주                 |
| 163회 | 6월 7일   | 비단 비행기                 | 박순녀 | 허성수 | 김문옥 | 신혜수, 최민경, 박순애, 정호근, 강남길, 김광배, 나문희, 김애경, 박영지, 김복희, 박예숙, 서갑숙, 최재호, 박용팔, 이원용, 강미, 김영석, 허기호, 유창국, 서평석, 강성환, 박용호, 안희선, 김승우, 송지영, 이정아                                                                                   |
| 164회 | 6월 14일  | 만월                        | 천승세 | 박찬성 | 심현우 | 변희봉, 전양자, 이민우, 최주봉, 김주영, 김석옥, 김성자, 유승봉, 김주명, 이성룡, 김지영, 김우각, 안성진, 지현숙, 양종민, 김경락 |
| 165회 | 6월 21일  | 오렌지 향기는 바람에 날리고 | 정하연 | 정하연 | 장수봉 | 허윤정, 전인택, 정은숙, 정승호, 전양자, 김인태, 이영후, 이정희, 김지영, 한송이, 권혁경 |
| 166회 | 6월 28일  | 상두놀이                    | 백용운 | 이환경 | 윤정수 | 변희봉, 신충식, 김동주, 국정환, 김정하, 한규희, 김연자, 송기윤, 서갑숙, 이경호, 김용선, 이원재, 이상숙, 최병학, 강대승, 차윤회, 김종엽, 윤문식, 최성철, 최항석, 이상철, 김종진, 김충신, 서권순, 오현섭, 정혜승                                                                                 |
| 167회 | 7월 5일   | 은장도와 트럼펫             | 송하춘 | 양인자 | 심재석 | 이계인, 나영희, 정한헌, 나문희, 임문수, 박영태, 남영진, 홍성선, 김경란, 김지영, 이경순, 박희우, 송영웅, 이영자, 한송이, 변성현, 안수란, 최관석 |
| 168회 | 7월 12일  | 원미동 시인                 | 양귀자 | 장선우 | 선우완 | 정현옥, 이원용, 박경순, 차주옥, 홍민우, 이수나, 임문수, 신국, 박윤배, 김성찬, 최은숙, 정대홍, 정태섭, 천호진, 김명희, 윤철형, 이순규, 강미, 박예숙, 김경란, 정미경, 차재홍, 권경숙, 권일수, 정명환, 최용팔, 박성식, 강재일, 장선숙, 문소정                                                     |
| 169회 | 7월 19일  | 별을 찾아서                 | 전상국 | 최인석 | 이관희 | 김인문, 강승우, 박상원, 김상순, 김은영, 김인태, 이호재, 윤문식, 홍순창, 문시경, 김두삼, 최한호, 김진구, 서갑숙, 김길호, 조형기, 김철화, 김민석, 정옥선, 장선숙, 김용진, 이종숙 |
| 170회 | 7월 26일  | 피아노 살인                 | 김성종 | 주찬옥 | 황인뢰 | 박근형, 김윤경, 홍계일, 박현숙, 강남길, 김호영, 문회원, 서권순, 이재희, 장보규, 차윤회, 이원재, 문용민, 김흥수, 송영웅, 박광영, 김영석, 이재룡, 이영자, 정영란, 김환교 |
| 171회 | 8월 2일   | 눈부신 한낮                 | 최해군 | 양인자 | 박복만 | 이경호, 임종국, 나문희, 신복숙, 김동주, 김정하, 한규희, 송기윤, 남영진, 조형기, 정태섭, 정대홍, 문시경, 임문수, 서권순, 이금복, 홍성선, 전회룡, 김영석, 박광영, 견미리, 노경주, 전신희, 임재경, 이용화, 순동운, 이선주, 박창선                                                                 |
| 172회 | 8월 9일   | 웨딩드레스                  | 신석상 | 허성수 | 김문옥 | 천현주, 최민경, 이상철, 김호영, 한영숙, 이숙녀, 이경호, 박인환, 차윤회, 박예숙, 이숙, 유명순, 서권순, 신국, 김홍석, 박용팔, 나정옥, 김경미, 최성철, 이희성, 강성환, 서평석, 맹찬재, 정영란, 김지원, 조현이, 김경란, 안희선, 이문주, 황성탁                                                     |
| 173회 | 8월 23일  | 종돈                        | 천승세 | 박찬성 | 심현우 | 정혜승, 김석옥, 김인태, 김웅철, 나영진, 맹상훈, 박종관, 정성모, 국정환, 김흥수, 이숙, 김성자, 김주명, 김지영, 김영석, 연현철, 오경석, 김미량, 안성진, 지현숙 |
| 174회 | 8월 30일  | 고향에 갔더란다             | 최일남 | 박성조 | 장수봉 | 서학, 노경주, 권성덕, 오승명, 정진, 홍순창, 최종원, 전국환, 김명희, 원미원, 강미, 이상숙, 임정선, 박예숙, 이숙, 차주옥, 권경숙, 송경철, 정승호, 이희도, 김두삼, 홍민우, 김사천, 윤철형, 맹찬재, 김혜선, 김석빈, 유홍기, 신정아                                                                 |
| 175회 | 9월 6일   | 행복의 계단                 | 이성재 | 윤석훈 | 윤정수 | 한인수, 김용선, 김연자, 전유진, 이성훈, 박규채, 김석옥, 나정옥, 박영지, 문시경, 임미미, 강미, 이원재, 오현섭, 윤예희, 이문주 |
| 176회 | 9월 13일  | 월세 신부                   | 최승환 | 강철수 | 심재석 | 박영규, 김도연, 박규채, 나문희, 홍성민, 박영태, 이수나, 정대홍, 김순경, 이경순, 한송이, 노경주, 서갑숙, 신혜수, 장선숙, 김진구, 홍성선, 김철화, 한창호, 송일권, 조정순, 최명성, 김미숙 |
| 177회 | 9월 20일  | 밤꽃 향기 휘날리며          | 김의정 | 장선우 | 선우완 | 전세영, 박상원, 나한일, 김길호, 최불암, 오승명, 김주영, 박영지, 최선균, 신신애, 홍성애, 이순규, 홍민우, 정영란, 이재룡, 박상규, 허기호, 김영석, 조형기, 한창호, 김경란, 이영자, 박경순, 강수영, 장선숙, 조정순, 강재일, 문용민, 최명성, 윤예희, 김기수                                         |
| 178회 | 9월 27일  | 버릇                        | 김문수 | 김하림 | 심현우 | 김인문, 김성자, 홍성민, 임문수, 이수나, 강성욱, 박윤배, 문창근, 이창환, 장보규, 김찬구, 김흥수, 장희용, 장선숙, 이영호, 김주명, 연현철, 김지영, 곽영환, 정태우, 백형진 |
| 179회 | 10월 4일  | 소나기                      | 황순원 | 장선우 | 최종수 | 김석지, 조은정, 심양홍, 고두심, 권성덕, 박인환, 김지영, 김복희, 나성균, 이화시, 정진강, 정현옥, 김묵영, 신수식, 박성환, 신승철, 국우종, 김석빈 |
| 180회 | 10월 11일 | 이브의 사랑                 | 강신재 | 조소혜 | 이관희 | 임채무, 이혜숙, 유인촌, 한애경, 박인환, 문미봉, 김호영, 김혜정, 김수일, 한영숙, 김진구, 윤석오, 박인순, 박상원, 최명성, 이영자, 박성식, 이상철, 이문주, 정소라, 김경락, 이정은, 김은경 |
| 181회 | 10월 18일 | 가족수첩                    | 정길연 | 양인자 | 박복만 | 나문희, 서갑숙, 박찬환, 이상숙, 김혜옥, 박영지, 이숙, 조형기, 이정훈, 문회원, 김순경, 이경순, 박예숙, 임미미, 김두삼, 임재경, 정명환, 정석원 |
| 182회 | 10월 25일 | 희미한 옛 사랑의 그림자     | 김광규 | 주찬옥 | 황인뢰 | 하재경, 양미경, 오미연, 홍계일, 김웅철, 서권순, 국정환, 박경순, 김정, 홍성선, 이경호, 박성식, 장효선, 최재호, 오세장, 구인우, 정영란, 윤예희, 최인식, 이진아, 김은미 |
| 183회 | 11월 1일  | 원색의 거리                 | 정하연 | 정하연 | 장수봉 | 이휘향, 김용건, 박상원, 김경란, 문회원, 이희도, 방희, 조정순, 전신희, 유승봉, 금은동, 최명성, 조혜수, 박윤선, 이승원, 백설 |
| 184회 | 11월 8일  | 굴레                        | 안장환 | 윤석훈 | 윤정수 | 임채무, 김용선, 신충식, 김윤경, 이영후, 김석옥, 박영태, 박병훈, 신국, 문시경, 김두삼, 김홍석, 이원재, 김경미, 권경숙, 유하춘, 맹찬재, 임재경, 조현이, 박종범 |
| 185회 | 11월 15일 | 책상과 돼지                 | 백도기 | 박성조 | 오용근 | 김호영, 이미지, 엄유신, 송기윤, 김주영, 이숙, 오승룡, 홍민우, 문회원, 강미, 송영웅, 정혜승, 장현주, 박정호, 박범철, 이상연, 김철석, 안상준, 최철화, 윤효정, 주가람, 박후영, 이원주 |
| 186회 | 11월 22일 | 새를 찾아서                 | 김주영 | 송주희 | 선우완 | 나한일, 안옥희, 이상숙, 전세영, 박광남, 이묵원, 오승명, 박인환, 권성덕, 김복희, 이수나, 김호영, 박예숙, 조형기, 차재홍, 송영창, 한창호, 최항석, 송영웅, 최한호, 전희룡, 이재훈, 이승희, 고석훈, 김기수, 김용수, 장민성, 김석빈, 김재관, 박영용, 육동일                                         |
| 187회 | 12월 6일  | 권투                        | 이제하 | 이제하 | 최종수 | 정진, 박인환, 이영후, 김지영, 이수나, 유명순, 서권순, 김혜정, 문회원, 박영지, 유판웅, 김웅철, 나성균, 김성찬, 심우창, 이원재, 이재포, 이경아, 채관석, 고경안, 김영규, 고석훈 |
| 188회 | 12월 20일 | 얼굴 없는 목소리            | 현길언 | 이홍구 | 김승수 | 변희봉, 김인태, 정상철, 전무송, 박규채, 오승룡, 유강진, 박정자, 박일, 성병숙, 김태훈, 심양홍, 정상철, 오승명, 박광남, 국정환, 박경현, 정혜승 |

### 1988년
| 회차  | 방송일    | 작품명            | 원작                       | 극본   | 연출   | 출연자 |
| ----- | --------- | ----------------- | -------------------------- | ------ | ------ | --- |
| 189회 | 1월 3일   | 산행              | 서영은                     | 조소혜 | 이관희 | 임혁, 김혜옥, 김영옥, 홍순창, 윤석오, 강미, 김명희, 신신애, 김진구, 김성찬, 문회원, 홍민우, 신국, 전국환, 박경순, 이호재, 박상조, 김흥수, 이경아, 이영자, 홍관의, 조영식, 육동일, 박인나, 김재선, 김은미                                                                                                 |
| 190회 | 1월 10일  | 사촌들            | 서정인                     | 양인자 | 박복만 | 송경철, 이정길, 국정환, 한규희, 고두심, 최은숙, 서권순, 차주옥, 이동주, 박예숙, 차윤회, 김사천, 강미, 이숙, 김순경, 차재홍, 이경호, 순동운, 이은철, 문용민, 김홍수, 조정순, 조성숙, 이재룡, 김환교, 김영석, 이영자, 맹찬재, 윤율선, 신승철, 정현옥, 이진아, 고정일, 김은미                               |
| 191회 | 1월 17일  | 제3의 사나이      | 주찬옥                     | 주찬옥 | 황인뢰 | 강남길, 이미숙, 박영규, 노경주, 송기윤, 서갑숙, 정성월, 김주영, 조춘, 한영숙, 정승현, 오영수, 서영애, 조형기, 윤철형, 김영석, 구인우, 송영웅, 맹찬재, 이상철, 최명성, 임재경, 조현철 |
| 192회 | 1월 24일  | 부자실습          | 이순                       | 김남   | 장수봉 | 이희도, 권재희, 김무생, 심양홍, 고두심, 권성덕, 강인덕, 최상훈, 김혜정, 남영진, 윤여정, 천현주, 정진, 오혜숙, 김영석, 이경아 |
| 193회 | 1월 31일  | 연애 개인교수     | 조흔파                     | 고성의 | 윤정수 | 박영규, 이휘향, 정혜선, 이원재, 박순천, 이수나, 박순애, 안명숙, 김호영, 김성찬, 이경호, 서권순, 문시경, 이숙녀, 오현섭, 이숙, 김철화, 신명철, 박인순, 이경아, 임재경, 이정아, 이영자, 이상철, 최명성, 박용호, 김현중                                                                                     |
| 194회 | 2월 7일   | 달빛밟기          | 임철우                     | 김상수 | 박철수 | 유인촌, 김용림, 조상건, 오현자, 견미리, 지계순, 임현식, 김홍수, 홍민우, 문미봉, 정한헌, 박영지, 최재호, 최선균, 한영숙, 홍승옥, 강수영, 김은미, 육동일, 강태훈, 정석원 |
| 195회 | 2월 14일  | 극락산            | 한승원                     | 여수중 | 최종수 | 전유진, 정진강, 김진구, 김복희, 이창환, 김혜옥, 한은진, 홍계일, 김기일, 문용민, 조형기, 이은철, 이경순, 오경애, 강용규, 최한호, 최호창, 김재관, 이진원 |
| 196회 | 2월 21일  | 겨울 아리랑       | 안정효                     | 엄인희 | 선우완 | 정진, 전세영, 정명환, 박영규, 김인태, 정대홍, 신신애, 이수나, 조정순, 김수일, 한창호, 최명성, 이상철, 박예숙, 김민석, 김찬구, 박성식, 문용민, 고명환 |
| 197회 | 2월 28일  | 세 번째 만남      | 최미나                     | 양인자 | 박복만 | 고두심, 이주실, 김기현, 김기일, 김복희, 김영석, 조형기, 윤철형, 김진구, 맹찬재, 차윤회, 서영애, 김경란, 박예숙, 이성, 천창길, 순동운, 이영자, 김환교, 윤정원, 김석빈, 황성탁, 정석원, 양경호, 김재관 |
| 198회 | 3월 6일   | 연인들            | 조소혜                     | 조소혜 | 황인뢰 | 나한일, 김도연, 조선묵, 신충식, 강인덕, 원미원, 박순천, 김찬구, 홍성선, 이원재, 오현섭, 송영웅, 문혜란, 전신희, 박익기, 이순화, 윤예희, 김환교, 류정화, 이보아 |
| 199회 | 3월 13일  | 뻐꾸기 둥지       | 안장환                     | 윤석호 | 윤정수 | 정혜선, 신충식, 노경주, 최상훈, 박광영, 윤철형, 김화란, 이원재, 김애경, 김정하, 김지영, 신귀식, 서권순, 임재경, 김길호, 박영태, 문시경, 박영지, 이경순, 강미, 김정연, 최한호, 오현섭 |
| 200회 | 3월 20일  | 어머니의 깃발     | 송기숙                     | 김석만 | 김승수 | 김혜자, 정동환, 정석원, 양동근, 권재희, 허윤정, 정혜선, 전운, 임문수, 이계인, 문창근, 나정옥, 김무생, 박상규, 유춘, 최봉, 박세범, 권일수, 남포동, 박성식, 김백수, 김길호, 국정환, 박상조, 최주봉, 박종관, 남영진, 유명순, 김진구, 김명희, 정영진, 박희진, 김찬구, 이정훈, 원영애, 김홍수, 이승우, 이성용 |
| 201회 | 3월 27일  | 벌레이야기        | 이청준                     | 김남   | 장수봉 | 김자옥, 이영후, 정혜선, 이희도, 장서희, 김명희, 김혜정, 강인덕, 정승현, 심양홍, 한규희, 나성균, 이성, 이정훈, 박윤배, 김용일, 문용철 |
| 202회 | 4월 24일  | 어떤 나들이       | 박완서                     | 김상수 | 박철수 | 정혜선, 정욱, 천현주, 조영식, 지계순, 김석옥, 김애경, 박상조, 이기영, 차윤회, 오승명, 박태호, 김진구, 이재룡, 윤예희, 오현자 |
| 203회 | 5월 1일   | 연극연습          | 박양호                     | 김종서 | 박종   | 하재영, 권재희, 고정일, 강성욱, 문회원, 맹찬재, 홍순창, 김영두, 박경순, 신귀식, 강민주, 김은미, 김모세, 김찬구, 송영창, 차재홍, 지계순, 오세장 |
| 204회 | 5월 8일   | 애너벨리를 위하여 | 유홍종                     | 곽경호 | 권이상 | 전인택, 화란, 윤여정, 김애경, 박상조, 홍성민, 정혜선, 김주영, 홍성선, 김기현, 오승명, 박영지, 김두삼, 김홍석, 홍진희, 한송이 |
| 205회 | 5월 15일  | 목마와 달빛       | 안장환                     | 양인자 | 박복만 | 김무생, 한인수, 이휘향, 한영수, 이금복, 이영호, 김복희, 김영옥, 김정하, 신충식, 박종관, 오세장, 홍순창, 박예숙, 차윤회, 문용민, 최선균, 조현이, 박소현, 김정, 노정아, 전신회, 최명성, 임재경 |
| 206회 | 5월 22일  | 미망인            | 린 케인                    | 주찬옥 | 황인뢰 | 김교순, 현석, 정동환, 김해숙, 정상철, 김영옥, 신충식, 강성욱, 장보규, 김두삼, 한규희, 김호영, 문회원, 강미, 서권순, 박소현, 우연우, 견미리, 윤예희, 이궁희, 김민정, 문상렬 |
| 207회 | 5월 29일  | 한 소년           | 한용환                     | 이대영 | 김문옥 | 남성훈, 안용남, 박경순, 박영지, 한명구, 박웅, 김지원, 홍민우, 신혜수, 김애경, 한영숙, 홍순창, 박용팔, 박예숙, 김석빈, 신수식, 박승호, 곽영문, 신승철, 김용수 |
| 208회 | 6월 5일   | 홍도화            | 이수광                     | 신선희 | 김승수 | 전미선, 정영진, 전현, 맹상훈, 이영자, 이경아, 이상철, 홍순창, 신복숙, 최호창, 이만성, 김재강, 이재복, 정영란, 조희선, 원영애, 이금화, 이장훈, 최용팔, 정한헌, 이은철, 이성용, 이희도, 이영달, 이정애, 맹찬재, 박종설                                                                                     |
| 209회 | 6월 12일  | 커피와 할머니     | 안정효                     | 박진숙 | 장수봉 | 정혜선, 김복희, 김용건, 김애라, 김애경, 이희도, 이휘향, 홍리나, 신신애, 윤예희, 임재경, 임하경, 김혜란, 최용숙, 이정민, 배창식 |
| 210회 | 6월 19일  | 일요일의 손님들   | 정연회                     | 김정   | 박종   | 권재희, 박영규, 박병훈, 최명성, 엄유신, 김동주, 서권순, 견미리, 문용민, 김영석, 이장훈, 김민석, 장효선, 태윤희, 전양순, 박준원, 박성미, 김정아, 이채리, 서미림 |
| 211회 | 7월 3일   | 비늘              | 윤흥길                     | 김남   | 권이상 | 이정길, 김영인, 박영지, 정상철, 조형기, 신국, 최병학, 박경순, 이희도, 홍중기, 이병희, 한창호, 윤여정, 이금복, 윤예희, 김지영, 이영자, 강미, 원낭, 강태기, 이승호, 신신범, 이윤중, 김대환, 이영석, 유형관                                                                                                 |
| 212회 | 7월 10일  | 전야              | 전상국                     | 송지나 | 장두익 | 차주옥, 강남길, 현석, 김혜옥, 강인덕, 김해숙, 정승호, 안명숙, 심우창, 전국환, 정한헌, 윤석오, 문용민, 박예숙, 김순경, 강용규, 이영범, 이경호, 이상철, 최민경, 윤예희, 최명성, 구인우, 최한호, 최형선, 정명환, 김종민                                                                                     |
| 213회 | 7월 17일  | 동그라미          | 양인자                     | 양인자 | 박복만 | 박순천, 전무송, 이문주, 김소원, 손창호, 이상숙, 원준, 이금복, 노경주, 유명순, 최병학, 오현섭, 이순화, 순동운, 맹찬재 |
| 214회 | 7월 24일  | 무적              | 현길언                     | 김항명 | 김승수 | 조경환, 정한용, 문성근, 박인환, 정상철, 임종국, 김인문, 오승명, 임문수, 박경현, 차윤회, 최병학, 정대홍, 정태섭, 이희도, 이성룡, 김기종, 김옥만, 오현섭, 조희선, 이두경, 반용길, 이진숙 |
| 215회 | 7월 31일  | 해운대 극비       | 김광수                     | 김광수 | 장수봉 | 김인태, 오경아, 이무정, 양택조, 문회원, 국정환, 태일, 이기영, 강인덕, 최민경, 이휘향, 이경호, 전국환, 문용민, 강상구, 정명환, 권경숙, 노정아, 최영산, 조상헌, 함철훈, 이인섭, 장영준, 박윤선, 이보화, 김은미                                                                                             |
| 216회 | 8월 14일  | 서울특파원        | 조갑제                     | 주찬옥 | 황인뢰 | 이효정, 박순애, 홍계일, 김성일, 채유미, 나영진, 홍학표, 김환교, 이영자, 박영지, 문용민, 이장훈, 이경아, 최항석, 맹찬재, 유은진 |
| 217회 | 8월 21일  | 춤                | 이창동                     | 조혜원 | 박종   | 박병훈, 박순천, 윤순홍, 임재경, 김복희, 홍민우, 문시경, 신명철, 김홍석, 홍승옥, 윤석오, 정대홍, 박경순, 나영진, 노정아, 김영석, 김민석, 이영자, 윤예희, 석세영, 김원미, 백순정, 김기수, 원종철 |
| 218회 | 8월 28일  | 꽃자리            | 우한용                     | 윤정건 | 권이상 | 옥소리, 주희, 김용건, 윤순홍, 나문희, 김윤경, 안명숙, 윤문식, 정한헌, 임문수, 정대홍, 한영숙, 유명순, 박예숙, 오경애, 이승현, 전미선, 윤성숙, 차경순, 이은주, 김명화, 김연희 |
| 219회 | 9월 4일   | 무지개의 끝       | 모리무라 세이치 (森村誠一) | 김남   | 장두익 | 정성모, 박현숙, 이주경, 정승현, 김인태, 김애경, 김기일, 김지영, 김주영, 한영숙, 최은숙, 강계식, 남영진, 이상철, 김웅철, 황원, 박병훈, 최재호, 김영석, 이영범, 정명환, 김민석, 장선숙 |
| 220회 | 9월 11일  | 어머니의 성       | 이건숙                     | 양인자 | 박복만 | 정혜선, 김용건, 정욱, 김용선, 한규희, 강미, 박영지, 서권순, 이정훈, 김영선, 노정아, 황명하, 박인순, 유명순, 서영애, 김정, 박예숙, 김경란, 차윤회, 이정아, 박영태, 최한호, 송동운, 송경철, 김홍수, 김지영, 최상혁, 홍경민, 안시연, 이성옥, 배성찬, 유충오, 정석현                                         |
| 221회 | 9월 18일  | 바람 저편         | 전용문                     | 윤대성 | 심현우 | 노주현, 이경진, 권재희, 전운, 전무송, 추석양, 이숙, 정성모, 맹상훈, 홍관의, 김흥수, 최원석, 김영석, 윤예희, 김경림, 조은정, 박순천, 정선영, 이현진 |
| 222회 | 10월 9일  | 아이 러브 유      | 정건영                     | 김남   | 장수봉 | 이덕화, 박칼린, 권재희, 이계인, 김무생, 김복희, 이영후, 최병학, 서영애, 박영지, 김두삼, 한영숙, 신국, 박성식, 조정순, 김영석, 이영자, 마이클, 윤선빈, 여민구, 김석빈 |
| 223회 | 10월 16일 | 행복연습          | 이청준                     | 조혜원 | 박종   | 노영국, 정욱, 박순천, 지계순, 이은철, 박종관, 국정환, 박윤배, 고영준, 남영진, 홍순창, 김정, 김찬구, 이상철, 차윤회, 문용민, 박성미, 이응경, 박예숙, 강미, 박광영, 강현종 |
| 224회 | 10월 23일 | 끈                | 김문수                     | 이재현 | 이동희 | 전무송, 김용선, 변희봉, 김애경, 심양홍, 최은숙, 이숙, 문창근, 변은영, 박혜숙, 성인자, 오현섭, 김흥수, 김진선, 박인선, 장민성, 주은정 |
| 225회 | 10월 30일 | 여(嶼·서)         | 현길언                     | 장선우 | 장선우 | 이정길, 안옥희, 신국, 정한헌, 오세장 |
| 226회 | 11월 6일  | 샴푸의 요정       | 장정일                     | 주찬옥 | 황인뢰 | 홍학표, 채시라, 윤석화, 오영수, 윤철형, 이효정, 이홍렬, 국정환, 김성일, 신충식, 문희원, 정희선, 박인환, 이원용, 오현섭, 권일수, 박세범, 맹찬재, 이승현, 정경희, 백순정, 진여진, 이정희 |
| 227회 | 11월 13일 | 제3의 국경        | 문순태                     | 지상학 | 권이상 | 전무송, 김용건, 나영진, 서권순, 최상훈, 김지영, 장보규, 정선일, 전인택, 사상기, 김영인, 이원재, 문창근, 황우연, 김준영, 황원, 홍민우, 이영자, 장선숙, 김흥수 |
| 228회 | 11월 20일 | 호수의 눈         | 홍순목                     | 이은성 | 임학송 | 김혜자, 서이례, 이묵원, 박상조, 임문수, 정동환, 박경현, 박윤배, 한영숙, 이경순, 김주명, 구보석, 김성자, 이순용, 최형선, 장승완, 이현진 |
| 229회 | 11월 27일 | 가을이 있는 풍경  | 김경희                     | 김경희 | 장두익 | 김영란, 하재영, 최민수, 원종례, 이경호, 이희도, 한규희, 박병훈, 이원재, 최항석, 김성일, 박성미, 정영란, 이경아, 한송이, 이문주, 양승애, 원낭, 김혜경, 이인혜, 이승미, 장진경, 정경아, 김현순, 이경, 김민경, 송영의, 김상훈, 박상순, 이소영, 이정근, 박순화, 최수균                                       |
| 230회 | 12월 4일  | 학의 노래         | 한광희                     | 양인자 | 권영분 | 정애리, 나문희, 임정하, 홍진희, 김호영, 차윤회, 윤순홍, 박웅, 천호진, 노정아, 홍성선, 신명철, 홍승옥, 김순경, 이영자, 김상구, 김민석, 박인순, 박경순, 김두삼, 석지희, 정석원, 이은미, 이진아, 신미연 |
| 231회 | 12월 11일 | 개는 왜 짖는가    | 송기숙                     | 박구홍 | 심현우 | 정대홍, 박종관, 김인문, 허진, 김상락, 김주영, 이창환, 김지영, 김주명, 김진구, 김순경, 정한헌, 오현섭 |
| 232회 | 12월 18일 | 돈 그리기         | 김준성                     | 허성수 | 김문옥 | 김광배, 이종남, 김성일, 이상철, 맹찬재, 연현철, 나갑성, 박예숙, 조건월, 박기수, 한명구, 박영호, 원경식, 이희전, 강성환, 배동진, 나재균, 장희용, 이숙희, 김경림, 조성준, 최근제, 길달호, 서평석 |
| 233회 | 12월 25일 | 촛불동네          | 김영진                     | 고선희 | 박종   | 박은수, 김해숙, 정은숙, 정한헌, 최민경, 한송이, 박예숙, 김영옥, 박영지, 최병학, 김순용, 한창호, 오세장, 유명순, 오경애, 강미, 문회원, 정대홍, 남영진, 이승현, 이은철, 정명환, 문용민, 오현섭, 송일권, 이상철, 송영웅, 손상숙, 오태호, 지태준, 오태경, 최상혁, 오석진                                     |

### 1989년
| 회차             | 방송일   | 작품명                 | 원작                        | 극본   | 연출   | 출연자 |
| ---------------- | -------- | ---------------------- | --------------------------- | ------ | ------ | --- |
| 234회            | 1월 8일  | 시선에 대하여          | 이현                        | 김광림 | 김승수 | 정진, 김을동, 이현애, 최정화, 금빛나, 이희도, 이상숙, 반효진, 장하예라, 손지혜, 남성우, 김벌레, 박용수, 이재룡, 송영웅, 신하영, 신복숙, 이정훈, 이경아, 김순경, 전희룡, 이성용                                                                                   |
| 235회            | 1월 15일 | 코파와 비코파          | 윤흥길                      | 김남   | 권이상 | 송기윤, 김청, 박순애, 이경호, 변희봉, 윤문식, 김호영, 정대홍, 전인택, 장보규, 윤순홍, 정성모, 이원재, 김영옥, 김응석, 김종아, 신국, 박경순, 한송이, 김영옥 |
| 236회            | 1월 22일 | 임진강                 | 정건영                      | 김남   | 장수봉 | 고두심, 최상훈, 이희도, 전국환, 서학, 조형기, 오희찬, 원근희, 이필훈, 이원재, 최한호, 강필순, 조정순, 원낭, 김영석, 이영자 |
| 237회            | 1월 29일 | 정거장                 | 송지나                      | 송지나 | 장두익 | 박순천, 박용수, 김승환, 오승룡, 김석옥, 이기영, 정대홍, 허기호, 윤소라, 차재홍, 홍성선, 최한호, 박익기, 이정훈, 정명환, 이장훈, 이경아 |
| 238회            | 2월 5일  | 촌놈 장가 좀 갑시다    | 문순태                      | 박찬성 | 이동희 | 나영진, 김화영, 김영옥, 온영삼, 김혜옥, 나성규, 박경현, 문회원, 신명철, 송영웅, 김주명, 조형기, 박예숙, 장선숙, 김지영, 정성월, 한송이, 박효근, 김윤미, 최헌준, 김기주, 이나영                                                                                   |
| 239회            | 2월 12일 | 산위에 올라 노래를     | 권영숙                      | 한대희 | 박복만 | 고두심, 한인수, 김상순, 최은숙, 김복희, 차윤회, 오현섭, 유명옥, 신복숙, 홍승옥, 지계순, 홍성선, 박종설, 차재홍, 이창환, 허기호, 맹찬재, 정혜승, 이영자, 김영선, 황명하, 박인순, 이은재, 안연홍, 전미선, 이경용                                                   |
| 240회            | 2월 19일 | 가발                   | 유재용                      | 양인자 | 차성호 | 김명곤, 정승호, 차주옥, 서갑숙, 김기복, 정한헌, 김종구, 이석구, 김지영, 유쾌한, 오세장, 장희용, 권희목, 이원종, 김순구, 김상락, 강미, 박현정, 조혜수 |
| 241회            | 2월 26일 | 우렁이와 거머리        | 박석수                      | 김남   | 장수봉 | 임옥경, 정승호, 조성희, 정진, 이희도, 정명환, 김종아, 조정순, 조형기, 이경호, 서영애, 양택조, 나영진, 최한호, 박영지, 문회원, 신국, 이원재 |
| 242회            | 3월 5일  | 그림자 도시            | 김옥섭                      | 이경행 | 박종   | 안명숙, 정성모, 김용건, 신충식, 김복희, 김동주, 홍민우, 김명희, 이숙, 정한헌, 김순용, 이승현, 박광영, 정영란, 최성철, 박익기, 이정아, 문용민, 장선숙, 정혜승, 임재경, 노정아, 이경아, 최한호, 박언정, 박윤희, 최형선                                             |
| 243회            | 3월 12일 | 말괄량이 길들이기      | 한희작                      | 주찬옥 | 황인뢰 | - 미스터 람보 신혜수, 홍학표, 김명수, 정혜승, 채유미, 김영석, 추귀정, 박소현 - 쌍쌍파티 박혜란, 홍계일, 최병학, 정명환, 정은숙, 이영자, 이영범, 김응석, 이경아, 김영선, 김숙희, 임정준, 장병우 - 침착하세요 아빠! 윤예희, 최불암, 박찬환, 이미진, 김흥수, 문창근 |
| 244회            | 3월 19일 | 뱁새의 꿈              | 서영은                      | 양인자 | 심재석 | 김도연, 강남길, 김용건, 김인문, 전원주, 이원재, 권재희, 홍성선, 이경순, 윤순홍, 한송이, 이석구, 김지영, 최덕수, 이원열, 주영선, 김태흥, 남궁기철, 노현용 |
| 245회            | 3월 26일 | 신용비어천가           | 현길언                      | 유시민 | 김승수 | 정한용, 이종남, 이베르디, 이낙훈, 노주현, 김무생, 임정하, 박인환, 문성근, 이미진, 박용수, 이성룡, 안석환, 조선묵, 박경득, 김영배, 유해무, 김옥만, 이정애, 이백, 이정훈, 오승룡, 변창립                                                                           |
| 246회            | 4월 2일  | 실명기                 | 유재용                      | 주찬옥 | 장두익 | 조형기, 서갑숙, 정대홍, 이영, 김애라, 홍계일, 윤예희, 전인택, 박윤배, 김웅철, 이동수, 양희경, 이경호, 문용민, 임대호, 정승호, 강용규, 오현섭, 배창식, 이은철, 구인우, 이정훈, 김승환, 이영자, 이윤연, 손원일, 김강산, 김연희, 황성탁                             |
| 247회            | 4월 9일  | 시진읍                 | 박범신                      | 김남   | 권이상 | 이덕화, 김무생, 최진실, 윤여정, 김상순, 안병경, 이원재, 나영진, 김호영, 신국, 천호진, 최한호, 황우연, 오승명, 문회원, 남영진, 박경순, 송경철, 김영석, 송일권, 사상기, 김응석                                                                                     |
| 248회            | 4월 16일 | 안개의 깃발            | 마쓰모토 세이조 (松本清三)  | 양근승 | 차성호 | 박순애, 이정길, 박일, 김해숙, 김성일, 박병훈, 최동준, 서상익, 강미, 오영화, 김상락, 연현철, 장욱, 원낭, 박선주, 김민성, 김효주 |
| 249회            | 4월 23일 | 2009 서울              | 김용운                      | 양인자 | 박복만 | 홍성민, 김상순, 임종국, 천호진, 권재희, 김석옥, 심양홍, 조형기, 정선일, 김두삼, 김홍석, 조정순, 차윤회, 이숙, 이미진, 장보규, 순동운, 박익기 |
| 250회            | 4월 30일 | 여느 날의 실종         | 김민숙                      | 박리미 | 김문옥 | 정애리, 김동현, 나한일, 천호진, 한영숙, 이영, 윤철형, 이숙녀, 장희용, 김찬구, 최군제, 맹찬재, 한송이, 문창근, 권희목, 김현중, 신민정 |
| 251회            | 5월 14일 | 그 얼굴                | 마쓰모토 세이조 (松本 清張) | 김선희 | 심현우 | 박찬환, 김청, 이종남, 차주옥, 정대홍, 양재성, 송경철, 양택조, 장항선, 김기복, 신미아, 김주명, 이경아, 김신희 |
| 252회            | 5월 21일 | 간주곡                 | 김병총                      | 조혜원 | 박종   | 정성모, 맹상훈, 임문수, 최병학, 이묵원, 박종관, 최은숙, 서권순, 한규희, 신국, 김찬구, 윤순홍, 박병훈, 고영준, 문용민, 차재홍, 홍진희, 권재희, 김영석, 함철훈, 원신연                                                                                             |
| 253회            | 5월 28일 | 그때 그사람            | 마쓰모토 세이조 (松本 清張) | 이철향 | 최지민 | 김주승, 박순애, 정승현, 김화영, 김은영, 성병숙, 김성희, 이인옥, 태일, 나갑성, 김주명, 양재만, 박옥선, 최선미, 박수길, 전은미 |
| 254회            | 6월 4일  | 3통 8반                | 조승기                      | 김남   | 심재석 | 오지명, 최동준, 김을동, 국정환, 전유성, 이숙, 홍성선, 박성미, 박용팔, 오성애, 오희찬, 정혜승, 송영웅, 원낭, 문창근, 박기량, 김지영, 최용팔, 김승은, 남궁기철, 이승희, 장민성, 문성재, 이상미                                                                     |
| 255회            | 6월 11일 | 귀가                   | 서동훈                      | 양인자 | 최지민 | 임현식, 안명숙, 강부자, 홍성민, 변희봉, 박종관, 김복희, 윤문식, 김을동, 한영숙, 이숙, 신신애, 강미, 정선일, 이영자, 박칠용, 유승봉, 김창봉, 문창근, 김은경, 김수정, 박소리                                                                                       |
| 256회            | 6월 18일 | 상어                   | 황석영                      | 신선희 | 김승수 | 이한수, 허윤정, 이희도, 김성일, 양택조, 손창호, 성병숙, 정한헌, 이기영, 김사천, 오현섭, 김옥만, 이성룡, 유해무, 강유일, 문창근, 박세범, 김혜옥, 강미, 김경미, 김정하, 김혜연, 이경아, 조춘, 한무, 박용수, 김기주, 정임숙                                         |
| 257회            | 7월 2일  | 여, 여                 | 오덕제                      | 김선   | 김문옥 | 한애경, 노경주, 서인석, 정승호, 김주영, 김애경, 김운하, 김찬구, 맹찬재, 김성자, 김지영, 정혜승, 김영석, 장선숙, 최근제 |
| 258회 (마지막회) | 7월 9일  | 지빠귀 둥지속의 뻐꾸기 | 전상국                      | 김만   | 장수봉 | 윤여정, 정현, 전국환, 이원재, 정진, 조형기, 홍순창, 유명순, 김기일, 마이클, 김혜정, 김홍수, 정명환, 이승현, 조정순, 김혜정, 박진희, 윤선빈 |

### 참고 사항
- 자료는 방송문화진흥회 방송프로그램자료실과 MBC C&I 검색결과[깨진 링크(과거 내용 찾기)]를 이용하였으며, 없는 자료에 대해서는 네이버 ‘뉴스 라이브러리’ 검색하여 TV 프로그램이나 하이라이트를 확인하여 넣었다.
- 위의 자료도 오·탈자가 있는 경우도 있어 오류가 있을 수 있다.
- 모든 회차는 100회와 200회 특집을 중심으로 맞추었고(신문기사에 특집으로 명시하였음),[17][18] MBC C&I 검색결과[깨진 링크(과거 내용 찾기)]에 따라 189회부터 257회는 맞추었다. 다만 ‘232회’가 2개인 이유는 그때 당시 <임진강>을 하기로 되어 있었으나 방송이 보류되고 <돈 그리기>가 긴급 편성되면서 막상 방송이 되었는지는 모르겠고,[19] MBC C&I에 있는 회차를 무시할 수 없어서 일단 회차를 맞추기 위해 〈돈 그리기〉하고 다음 방송분인 〈촛불동네〉를 같은 회차인 '232회'로 넣었다.

〈돈 그리기〉하고 다음 방송분인 〈촛불동네〉를 같은 회차인 '232회'로 넣었던 것을 각각 '232회'하고 '233회'로 넣고 아래도 차례대로 맞췄다.
- 247회 시진읍 편에서 하마터면 최진실이 불에 타 죽을 뻔했다.

하지만 이를 이덕화가 위험을 무릅쓰고 점퍼를 뒤집어쓴 상태에서 소화기를 뿌려가며 불길 속으로 돌격함으로써 최진실을 구출해냈다.

## 같이 보기
| - KBS 문예극장 - KBS TV 문학관 - KBS 드라마 초대석 - KBS 논픽션 드라마 - KBS TV 문예극장 - KBS 신 TV 문학관 - KBS HDTV 문학관 - KBS 드라마게임 - KBS 드라마 스페셜 (구) - KBS 테마 드라마 - KBS 금요극장 - KBS 일요베스트 - KBS 드라마시티 - KBS 드라마 스페셜 (신) - KBS 드라마 스페셜 연작 시리즈 - KBS 웹드라마 스페셜 - KBS 청소년문학관 - KBS 가요드라마 | - MBC 베스트셀러극장 - MBC 금요극장 - MBC TV 피처 - MBC 베스트극장 - MBC 일요 드라마 극장 - MBC 드라마 페스티벌 - SBS 여성극장 - SBS 70분드라마 - SBS 오픈드라마 남과여 - JTBC 드라마페스타 - tvN 드라마 스테이지 - tvN 드라마 O'PENing |